# Juan Sebastián Elcano
Juan Sebastián Elcano (Guetaria, hacia 1486-Océano Pacífico, 3 o 6 de agosto de 1526 ) fue un marino español célebre por haber culminado la primera Circunnavegación de la Tierra de la que se tiene constancia, completando así una de las mayores gestas marítimas de la historia de la navegación.
En 1519 embarca en la expedición a las islas de las Especias de cinco naos bajo el mando de Fernando de Magallanes. Navegaron hacia el oeste, pasando por Sudamérica. Magallanes murió en 1521 en una batalla en Filipinas. Elcano quedó como capitán de la nao Victoria, que fue la única nao que completó la vuelta al mundo navegando hacia el oeste. En 1525 zarpó de nuevo en otra expedición a las islas de las Especias, dirigida por García Jofre de Loaísa, como capitán de la nao Santi Spiritus y piloto mayor de la expedición, muriendo en el océano Pacífico en 1526.

## Biografía

### Orígenes y familia
Los historiadores José Antonio Azpiazu y Javier Elorza Maiztegi creen que la familia paterna pudo provenir de una zona de caseríos llamada Elcano, en el término municipal de Guetaria, provincia de Guipúzcoa, País Vasco, España. Esta zona de caseríos limita con los municipios de Aya y Zarauz.
El apellido paterno fue escrito como «Del Cano». En 1485 un documento habla de la herencia de un tal Sebastián del Cano. El mismo marino firmaba como Juan Sebastián del Cano en el siglo XVI. No obstante, es conocido ampliamente como Juan Sebastián Elcano. En tiempos recientes, el historiador bilbaíno Enrique Santamaría Urtiaga y organizaciones vascas han preferido escribir el apellido como «Elkano».
Juan Sebastián Elcano nació hacia 1486, ya que en un documento escrito en Sevilla el 9 de agosto de 1519 dijo que era «de treinta y dos años poco más o menos». Dijo en su testamento que nació en Guetaria. La tradición local dice que nació en una casa-torre de la calle de San Roque, y que esta fue destruida en la batalla de Guetaria contra los franceses en 1638.
Su padre, Domingo Sebastián Elcano, era uno de los hombres más ricos de Guetaria. Su madre, Catalina del Puerto, pertenecía a uno de los linajes tradicionales de ese mismo lugar y en su familia había clérigos y escribanos. Tuvieron ocho hijos. El primero, Sebastián, nació en 1481. Probablemente le siguió Catalina, que se casó con Rodrigo de Gainza, también de Guetaria, y tuvieron un hijo sacerdote que, en el futuro, se encargaría de administrar el legado de la familia. El siguiente vástago fue Domingo Elcano, que llegó a párroco de la Iglesia de San Salvador del municipio. El cuarto hijo fue Juan Sebastián Elcano. Sus hermanos menores fueron Martín Pérez, Martín Ochoa (referido también como Ochoa Martínez), Inés (que contrajo matrimonio con Sebastián de Guevara) y Antón Martínez.
Se sabe que el padre murió con posterioridad a 1500 y que la madre sobrevivió a su marido y a Juan Sebastián, falleciendo en fecha posterior a 1538.
Martín Pérez, Antón Martínez y Martín Ochoa fueron marineros como Juan Sebastián y tomaron parte con él en la expedición de García Jofre de Loaísa. Martín Pérez fue piloto de la nao Santi Spiritus de esa expedición.
Juan Sebastián tuvo un hijo con Mari Hernández de Hernialde, vecina de Guetaria. Este hijo se llamó Domingo.
Elcano dijo en su testamento de 1526 que tenía una hija en Valladolid con María de Vidaurreta, aunque no dice su nombre. Elcano estuvo visitando Valladolid entre 1522 y 1525. Según el historiador Francisco de Borja de Aguinagalde Olaizola esta hija se llamaba María. En 1538, cuando María de Vidaurreta apoderó a Juan Fernández de Paredes para demandar a Catalina del Puerto, no se menciona nada de la hija, por lo que es posible que hubiese muerto antes de esa fecha.
Según el historiador Aguinagalde los hijos de Juan Sebastián Elcano murieron de niños, pero según el historiador Santamaría Urtiaga no hay pruebas de esto.
Juan Sebastián Elcano dispuso en su testamento de 1526 que sus hijos fuesen sus herederos pero que su madre, Catalina del Puerto, fuese usufructuaria de sus bienes mientras viviese.
Cuando tenía unos veinte años fue maestre y propietario de una nao de doscientos toneles y estuvo sirviendo a Carlos I en el Levante español y en África. Como el rey no le pagó por sus servicios, tuvo que vender la nao a unos comerciantes súbditos del duque de Saboya. Entonces, vender un barco a extranjeros era delito. Fue perdonado cuando regresó de dar la vuelta al mundo en 1522.
En 1515, probablemente después de vender su nao, formó parte de una milicia de Guetaria reunida para enfrentarse a los franceses. Esta milicia local estaba formada por doce hombres bajo el mando de Domingo Uzarraga, que en 1522 llegó a ser alcalde de Guetaria. La milicia fue destinada primero a San Sebastián y luego a Fuenterrabía, aunque no consta que entrase en combate. Coincidió en este cuerpo militar con un tal Iohan de Elcano y con Martín Íñiguez de Carquizano, que sería en el futuro alguacil mayor de la expedición de Loaísa.
En 1517 se encontraba en Guetaria y aparece como testigo en una carta de deuda de un habitante de este municipio.

### Primera circunnavegación del globo

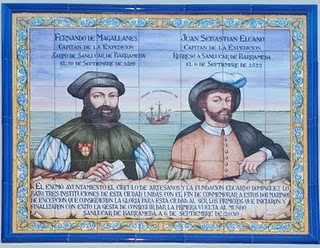
Azulejo conmemorativo de la expedición Magallanes-Elcano, en Sanlúcar de Barrameda (Cádiz).

#### Preparativos de la expedición
El capitán Fernando de Magallanes tenía el proyecto de llegar a las islas de las especias, las Molucas, en el mar del Sur, a través de un paso en Sudamérica. Llegó a Sevilla procedente de Portugal en octubre de 1517 y fue bien recibido por el teniente alcaide del Alcázar y las Atarazas, Diego Barbosa, así como por el factor de la Casa de Contratación de Indias, Juan de Aranda. Fue a Valladolid en 1518, donde presentó su proyecto al rey Carlos I, llegando a unas capitulaciones para la expedición. Luego se trasladó de nuevo a Sevilla para preparar el viaje con los oficiales de la Casa de Contratación.
En 1518 Juan Sebastián Elcano estaba en Sevilla.
El rey se había comprometido a armar cinco barcos para expedición, que se llamaron Trinidad, San Antonio, Concepción, Victoria y Santiago. Estos barcos fueron trasladados a Sevilla para ser aparejados. Los barcos fueron dotados de seis banderas con la Cruz de Santiago.
En enero de 1519 Juan Sebastián Elcano fue contratado como contramaestre de la nao Victoria. En febrero pasó a la Concepción con el mismo rango, con salario de maestre. El cargo de maestre le fue reconocido oficialmente en marzo. Por aquel entonces, el cargo de piloto iba absorbiendo funciones del cargo de maestre, por lo que Elcano se definió a sí mismo en alguna ocasión como piloto. En la Concepción el capitán era Gaspar de Quesada, el piloto el portugués Juan López de Carvalho y el contramaestre Juan de Acuario.
Los maestres eran los que gobernaban los barcos durante su navegación y el capitán era el representante del rey. Los maestres tenían un sueldo de 36 000 maravedíes al año, superior al de los contramaestres y los pilotos.
Juan de Cartagena, capitán de la San Antonio, era también el veedor real y tenía la misión de supervisar la expedición y tomar las decisiones junto con Magallanes. Magallanes era el capitán general de la armada y capitán de la Trinidad.
La armada tuvo un coste total de 8 334 335 maravedís. La Corona, a través de la Casa de Contratación de Indias, financió 6 454 209 y el magnate burgalés Cristóbal de Haro aportó 1 880 126. Se reclutaron 247 hombres aproximadamente, aunque hubo problemas para contratar a marineros españoles porque no se fiaban de Magallanes por ser portugués y porque se les pagaba poco. Por ello, se aceptó también a extranjeros. Cerca de tres quintos de los tripulantes eran del Reino de Castilla, un par de personas eran del Reino de Aragón, 28 eran portugueses, 27 eran italianos (en su mayoría genoveses), 15 eran franceses, 8 eran griegos, 5 eran flamencos, 3 eran alemanes, uno era inglés y otro era malayo (Enrique de Malaca).

#### Inicio del viaje
El 10 de agosto de 1519 las cinco naves partieron del Muelle de las Muelas de Sevilla. Descendieron por el río Guadalquivir hasta llegar a Sanlúcar de Barrameda, provincia de Cádiz, puerto que da al océano Atlántico. Durante las siguientes semanas se avitualló la escuadra y se resolvieron otros asuntos. Magallanes otorgó testamento en Sevilla el 24 de agosto.
Permanecieron 41 días en Sanlúcar de Barrameda pertrechando las naves. La razón de este retraso tal vez se deba a una estrategia de Magallanes para evitar una escuadra portuguesa que partía hacia la India y que podía interceptarlos o a que faltase por embarcar un personaje importante. Hay indicios de que Juan de Cartagena embarcó en Sanlúcar de Barrameda.
Cristóbal de Haro mandó una carabela a las Islas Canarias para preparar todo para la llegada de la armada de Magallanes. La armada zarpó de Sanlúcar de Barrameda el 20 de septiembre y seis días después llegó a la isla canaria de Tenerife. En esta isla embarcaron cuatro personas más y hubo un hombre que se marchó por razones desconocidas. Estuvieron aquí entre tres y seis días.
Según Juan López de Recalde, contador mayor de la Casa de Contratación de Indias, Magallanes mantuvo oculta a la tripulación la ruta por la que iban a ir a las islas de las Especias y fue en Canarias donde Juan de Cartagena y otros oficiales se plantaron ante Magallanes y le exigieron que les diese la ruta a seguir y al final Magallanes se la dio.
La armada navegó hacia el sur, cerca de la costa africana, hasta alcanzar aproximadamente la altura de Sierra Leona. Entonces emprendieron rumbo hacia el oeste, en dirección a Brasil. Cuando todavía estaban cerca de la costa africana sobrevino una ausencia de viento que duró unos quince días.
Según Juan López de Recalde, cuando se apartaron de la costa africana Juan de Cartagena apreció que se apartaban de la ruta a las islas de las Especias que Magallanes le había comunicado.
Cuando estaban cerca de la costa africana el maestre de la nao Victoria, Antón Salomón, fue sorprendido violando a un grumete, Antonio Ginovés. Para castigarle, se convocó un consejo de capitanes en la Trinidad y el maestre fue condenado a muerte, aunque se aplazó la ejecución de la sentencia hasta llegar a tierra firme.
En el consejo de capitanes, Magallanes se enfrentó a Cartagena por la ruta que estaban siguiendo. Magallanes terminó apresándole con los pies en un cepo y lo puso a cargo del tesorero Luis de Mendoza. Muchos no aprobaron que apresase al veedor real, ya que consideraban que esto iba contra los deseos de Carlos I.
Durante la navegación por el océano Atlántico los barcos fueron sorprendidos por fuertes tormentas y por un fenómeno meteorológico llamado fuego de San Telmo.

#### Búsqueda del paso
Llegaron a la costa brasileña a finales de noviembre pero no tomaron tierra hasta el 19 de diciembre en una bahía que llamaron de Santa Lucía, que según la mayoría de las fuentes era la bahía de Guanabara aunque pudiese tratarse también de la cercana bahía de Sepetiba, ambas en el Estado de Río de Janeiro. Entonces se incorporó a la tripulación un hijo mestizo de Joao Lopes Carvalho, que había tenido en un viaje anterior. Estuvieron en la bahía de Santa Lucía dos semanas, aprovisionando los barcos y manteniendo buenas relaciones con los nativos.
El 10 de enero de 1520 recorrieron el Río de la Plata. Magallanes entró con sus barcos pensando que podía tratarse de un paso al mar del Sur. Posteriormente, mandó a la nao Santiago, de menor calado, a ir por el río Uruguay a buscar el paso. La nao remontó el mismo hasta que el agua resultó dulce, lo que indicaba que era solamente un río y luego regresó con el resto de los barcos. El 6 de febrero la flota salió del Río de la Plata sin resultados.
Siguieron hacia el sur por territorios inexplorados y llegaron a un golfo que bautizaron como San Matías, por haberlo descubierto el día de ese santo: el 24 de febrero. Luego continuaron hasta el golfo Nuevo, que recorrieron durante cinco días.
Recorriendo hacia el sur la costa de Argentina los tripulantes cazaron lobos marinos y vieron por primera vez pingüinos.
Les sorprendió otra tempestad, que cesó al aparecer de nuevo el fuego de San Telmo. El 31 de marzo de 1520 llegaron a un lugar que bautizaron como Puerto San Julián y Magallanes decidió que la armada se detuviese allí una temporada. Como la expedición no parecía seguir un camino hacia las islas de las especias y permanecían perdidos por tierras frías inútilmente, empezó a cundir el descontento.
El 1 de abril de 1520, Domingo de Ramos, Magallanes mandó celebrar en el Puerto San Julián una misa, que es la primera en territorio argentino, seguida de una comida. La mayoría de los principales oficiales de la flota rehusaron acudir a estos actos, estando entre los asistentes Álvaro de Mezquita, pariente de Magallanes. El capitán de la Concepción, Gaspar de Quesada, fue uno de los que no acudieron. Posteriormente, la tripulación regresó a los barcos y Quesada liberó a Juan de Cartagena. Quesada y Cartagena acudieron a la nao San Antonio con 30 hombres armados y apresaron al capitán sustituto de la misma, Álvaro de Mezquita, y al piloto Juan Rodríguez de Mafra. Quesada hirió a puñaladas al maestre Juan de Elorriaga. En este momento, Elcano entró en la San Antonio como maestre y dirigió operaciones en las que se armó al barco con lombardas. Las naos San Antonio, Concepción y Victoria, esta última capitaneada por Luis de Mendoza, pasaron a estar bajo control de los sublevados.
En 1522 Elcano justificó el motín contra Magallanes ante el alcalde de Casa y Corte Sancho Díaz de Leguizamo con las siguientes palabras:

Los otros capitanes, juntamente con el dicho Cartagena, requerían al dicho Magallanes que tomase consejo con sus oficiales, e que diese la derrota a donde quería ir, e que no anduviese ansí perdido, e que no tomase puerto donde invernasen e comiesen los bastimentos, e que caminasen hasta donde podiesen sufrir el frío para que si hobiese lugar pasasen adelante; e que como al dicho Joan de Cartagena tenía preso el dicho Fernando de Magallanes, todos los capitanes e la otra gente tenían miedo que los tomaría presos, e por los muchos portugueses y gente de otras naciones que había en la armada; e para ello requirieron a este testigo, como maestre, Juan de Cartagena e Gaspar de Quesada que obedeciese a los mandamientos del Rey, e les diese favor y ayuda para hiciese cumplir los mandamientos del Rey, como en sus instrucciones lo mandaba.

Magallanes mandó a la nao Victoria a un grupo de cinco o seis hombres al mando del alguacil mayor, Gonzalo Gómez de Espinosa. Luis de Mendoza les dejó embarcar para que le entregasen una carta de Magallanes, pero mientras leía la carta fue muerto a puñaladas por Espinosa. Según Elcano, Magallanes premió este comportamiento dándole a Espinosa doce ducados. Luego Magallanes mandó a la Victoria a quince personas más y el barco quedó de nuevo bajo su control. La San Antonio quiso marcharse pero la corriente la mandó junto a la Trinidad. Gaspar de Quesada quiso parlamentar pero la Trinidad abrió fuego contra la San Antonio. Entonces la San Antonio y la Concepción decidieron rendirse.
Como represalia, Magallanes mandó descuartizar el cadáver de Luis de Mendoza y decapitar y descuartizar a Gaspar de Quesada. Luego mandó apresar de nuevo a Juan de Cartagena y arrestó también al clérigo Pedro Sánchez Reina, tal vez por decirle que iba a arder en el infierno o, según algunos amotinados, por guardar el secreto de confesión.
El 27 de abril de 1520 se ahogó el grumete Antonio Genovés, de la nao Victoria, porque trató de escapar, tras ser acusado de sodomita por un mozo.
Juan de Elorriaga falleció el mes de julio por las puñaladas que le había dado Gaspar de Quesada.
A principios del mes de mayo Magallanes envió a la nao Santiago, al mando de Juan Rodríguez Serrano, a explorar más al sur mientras él y el resto de los barcos esperaban en el Puerto San Julián. La Santiago se hundió mientras exploraba un río, en lugar que llamaron Puerto Santa Cruz. Se pudieron salvar todos los tripulantes menos un esclavo negro llamado Juan. Dos o tres hombres pudieron cruzar el río en una barca construida con tablas y luego hicieron 120 kilómetros a pie hasta el Puerto San Julián para avisar a Magallanes. Cuando este fue avisado, se organizó un grupo que rescató a los náufragos. Luego, estos hombres fueron distribuidos en el resto de naos y Juan Rodríguez Serrano fue nombrado capitán de la Concepción.
Pasaron dos meses en el Puerto San Julián sin ver a nadie hasta que se encontraron con un hombre de la Patagonia que tenía una gran altura. Luego vinieron más encuentros con estos hombres, descritos como gigantescos. Magallanes le dio de comer a seis de estos hombres cuando les visitaron días más tarde. Luego vinieron otros cuatro y Magallanes apresó a dos para llevarlos a Castilla.
Magallanes envió a un grupo de hombres, con el piloto Joao Lopes Carvalho, a buscar a habitantes de la región para que les diesen carne fresca y les prohibió hacer mal a los nativos. Se encontraron con siete patagones en una cabaña y, al intentar que uno de ellos fuese a los barcos, fueron atacados con flechas, falleciendo Diego de Barrasa. Magallanes mandó una expedición de castigo por esta muerte, pero no encontraron a los nativos en el lugar.
El 11 de agosto Magallanes desterró en la Patagonia a Juan de Cartagena y a Pedro Sánchez Reina.
El 24 de agosto partieron del Puerto San Julián. El 25 de agosto se detuvieron en el río Santa Cruz y se detuvieron allí, donde abundaba la pesca.
Partieron el 18 de octubre de 1520 y sufrieron una fuerte borrasca que hizo perder de vista la costa y a las naos Concepción y San Antonio. El 21 de octubre llegaron un cabo que llamaron de las Once Mil Vírgenes. Se encontraron con un estrecho en un día en que el viento soplaba desde el este, en lugar del casi perpetuo viento del oeste que domina en toda la Patagonia; esto les permitió pasar a través de la estrecha Primera Angostura, que de otro modo habría sido imposible de cruzar. Luego Magallanes ordenó que un grupo de hombres, con Joao Lopes Carvalho al frente, desembarcasen y subiesen a un monte para ver si aquello era efectivamente un paso y estos vieron algo de tierra al fondo, por lo que volvieron sin una respuesta concluyente. Magallanes decidió avanzar hasta una bahía con algunas islas.
Por primera vez, Magallanes solicitó la opinión de los demás oficiales sobre si continuar o regresar a España. El piloto Esteban Gómez dijo que los suministros podían no ser suficientes si encontraban al otro lado un gran océano. El piloto Andrés de San Martín opinó que, ya que había llegado donde no había llegado nadie antes lo mejor era seguir y asegurarse de que ese era el estrecho que buscaban, pero había que abandonar esa latitud para evitar el frío y eventuales borrascas y que había que regresar a España si se demoraban demasiado recorriendo el estrecho.
Magallanes tomó la decisión de continuar, pero el estrecho se bifurcó en dos. Entonces mandó que la San Antonio y la Concepción fuesen por un camino y él con la Trinidad y la Victoria fuesen hacia el otro y que volverían a reunirse en la encrucijada a los tres días. Tras esto la nao San Antonio desertó y regresó a Sevilla arribando el 6 de mayo de 1521.
La tripulación de las naos Concepción, Trinidad y Victoria estuvo buscando a la San Antonio durante varios días, sin éxito, dejando cruces en la costa y calderos con notas como señales.
Cuando se resignaron a la pérdida de la San Antonio continuaron navegando por el estrecho y vieron fuegos a lo lejos, por lo que llamaron a la región Tierra de Fuego. Encontraron un río que llamaron de las Sardinas, por la gran cantidad de estos peces que pudieron pescar.
Luego decidieron seguir adelante enviado como avanzadilla chalupas que iban avisando de si el estrecho continuaba. El 27 de noviembre de 1520 llegaron al final del estrecho, entre dos cabos que llamaron Hermoso y Deseado, y llamaron al océano que se encontraron Pacífico.

#### Travesía por el Pacífico y llegada a Filipinas y Borneo
Fueron hacia el norte hasta el paralelo 38 sur, con un clima más benigno. Luego fueron hacia el oeste y, al cabo de un mes por el océano, empezaron a producirse muertes en alta mar por enfermedades.
Antonio Pigafetta escribió las siguientes penurias sobre la alimentación en esta travesía por el Pacífico:

El bizcocho que comíamos ya no era pan, sino un polvo mezclado de gusanos que habían devorado toda su sustancia, y que además tenía un hedor insoportable por hallarse impregnado de orines de rata. El agua que nos veíamos obligados a beber estaba igualmente podrida y hedionda. Para no morirnos de hambre, nos vimos aun obligados a comer pedazos de cuero de vaca con que se había forrado la gran verga para evitar que la madera destruyera las cuerdas. Este cuero, siempre expuesto al agua, al sol y a los vientos, estaba tan duro que era necesario sumergirlo durante cuatro o cinco días en el mar para ablandarlo un poco; para comerlo lo poníamos en seguida sobre las brasas. A menudo aun estábamos reducidos a alimentarnos de serrín, y hasta las ratas, tan repelentes para el hombre, habían llegado a ser un alimento tan delicado que se pagaba medio ducado por cada una

Antonio Pigafetta y Ginés de Mafra hablan de que en estos tiempos muchos marineros sufrieron escorbuto, una enfermedad potencialmente mortal causada por la falta de vitamina C.
El 25 de enero de 1521 llegaron a lo que describen como una isla rodeada de arrecifes que probablemente fuera el atolón Puka Puka (que llamaron San Pablo), donde no pudieron desembarcar. El 4 de febrero encontraron lo que probablemente fuera la isla Flint (que llamaron isla de los Tiburones) donde, según Maximiliano Transilvano, desembarcaron y permanecieron dos días pescando. Según Albo, Pigafetta y Mafra solo pescaron aquí unas horas, posiblemente desde botes.
El 6 de marzo de 1521 desembarcaron en la isla de Guam. Los nativos robaban cosas de los barcos. En un momento dado subieron muchos a las naos, especialmente a la Trinidad, y el contramaestre de esta dio una bofetada a uno. Eso provocó una leve escaramuza entre los nativos y los europeos. A los tres días los nativos robaron el batel de la Trinidad y Magallanes mandó a cuarenta hombres para castigarlos. Estos quemaron cuarenta o cincuenta casas, muchas canoas y mataron a siete nativos, tras lo cual recuperaron el batel. Magallanes juzgó conveniente abandonar la isla, que llamaron de los Ladrones.
Magallanes y sus hombres llegaron el 16 de marzo a la isla de Suluan, en un archipiélago que llamaron islas de San Lázaro y que más adelante sería rebautizado por Ruy López de Villalobos como Filipinas en honor a Felipe II.
Posteriormente desembarcaron en una isla cercana más grande llamada Homonhon, donde estuvieron nueve días. Unos nativos llegaron en barca desde otra isla y les dieron comida.
Luego estuvieron en la isla de Mazaua, que probablemente sea la isla de Limasawa, aunque hay una tradición que dice que llegaron a Batúan. El 31 de marzo de 1521, Domingo de Resurrección, se celebró una misa en este lugar, que fue la primera en la historia de Filipinas. Magallanes puso una cruz y explicó al rey de los nativos que esa cruz les protegería, porque significaba que eran un pueblo amigo.
El 7 de abril llegaron a la ciudad de Cebú, que estaba muy poblada. El monarca local, Humabón, le pidió a Magallanes un impuesto por fondear en su puerto pero este se negó y amenazó con la guerra. Al día siguiente Humabón y Magallanes celebraron una ceremonia para sellar su amistad.
Magallanes hizo hincapié en evangelizar a los nativos y Pigafetta escribió que ochocientos se terminaron bautizando, incluido el rey de Cebú y su esposa, que pasó a llamarse Juana. El día del bautismo del rey, el 15 de abril, se erigió una cruz de madera en la plaza de Cebú que se ha mantenido ahí hasta la actualidad. Un sacerdote le mostró a la reina una imagen de la Virgen María y otra del Niño Jesús. La reina pidió la imagen del Niño Jesús y se la quedó. En 1565 los españoles descubrieron que los nativos habían conservado esta imagen y, en la actualidad, es objeto de mucha devoción en Filipinas.
El rey de Cebú le contó a Magallanes que en la vecina isla de Mactán había unos nativos gobernados por Lapulapu que estaban enemistados con los de Cebú y que no veían bien la presencia de los expedicionarios. Magallanes decidió someterlos por la fuerza y rechazó la ayuda que Humabón le ofreció para ello.
El 27 de abril de 1521 Magallanes acudió a Mactán con un grupo de hombres (40 según Ginés de Mafra y 60 según Pigafetta) a bordo de bateles. Los españoles fueron derrotados en esta batalla y Magallanes murió en combate. En 1522 Elcano declaró ante el alcalde de casa y corte Díaz de Leguizamo que murieron también en combate otros 7 hombres y fueron heridos 27.
Duarte Barbosa pasó a ser capitán general y capitán de la Trinidad. Enrique de Malaca, que había sido esclavo de Magallanes, se empezó a comportar de manera ociosa y Barbosa le llamó "perro" y dijo que no era libre, sino que pasaría a estar a cargo de la esposa de Magallanes. También le dijo que le haría azotar si no bajaba a tierra a hacer tareas. Según Pigafetta, Enrique fue a hablar con el rey de Cebú y le propuso matar a los europeos para arrebatarles sus naves y pertenencias. Luego, el malayo regresó a la armada y actuó de modo más laborioso que nunca. Según Ginés de Mafra, no fue Enrique el que instigó al rey de Cebú contra los españoles sino Lapulapu.
El 1 de mayo Humabón invitó a los expedicionarios a un banquete. Sospecharon que podría tratarse de una emboscada pero Barbosa decidió acudir para no parecer cobardes. Mientras estaban en la comida aparecieron guerreros nativos que pasaron a cuchillo a muchos. Los marineros hicieron luego una lista con 27 hombres que habían perdido en el acto, entre los que se contaban Barbosa y Enrique. No obstante, pensaron que tal vez no todos los desaparecidos estaban muertos.
Los barcos salieron precipitadamente de Cebú sin estar lo suficientemente cargados de provisiones.
Joao Lopes Carvalho pasó a ser capitán general de la expedición y capitán de la Trinidad, con Juan Bautista de Poncevera como maestre de este barco. Gonzalo Gómez de Espinosa, que había comenzado el viaje como alguacil mayor, pasó a ser capitán de la Victoria con Elcano como maestre.
La tripulación pasó a estar compuesta solamente por 116 o 117 hombres, lo que hacía imposible gobernar los tres barcos. Se dirigieron a la isla Bohol y quemaron la nao Concepción.
Navegaron hacia el sur y llegaron a la isla de Mindanao. Pigafetta cuenta que desembarcó y que mantuvo buenas relaciones con el rey del lugar pero que no consiguió provisiones. El rey de Mindanao les explicó como llegar a la isla de Borneo y, por el camino, se detuvieron en la isla de Palawan. Juan de Campos se ganó la amistad de los nativos de Palawan y estos les vendieron arroz.
Estuvieron un mes en Palawan. Los nativos no supieron indicarles cómo llegar a las islas de las Especias y Carvalho decidió continuar hasta Borneo con algunos guías locales.
El 8 de julio de 1521 llegaron a la ciudad de Brunéi, en la isla de Borneo, donde se encontraba el rajá musulmán Siripada. El rajá pidió que le visitasen los europeos. Gonzalo Gómez de Espinosa y Juan Sebastián Elcano desembarcaron y fueron a verle, mientras Carvalho permaneció en la nao Trinidad. Según Ginés de Mafra a Elcano y Espinosa les acompañaron los marineros griegos Juan Gorfo y Mateo Griego. Pigafetta, por su parte, narra con mucho detalle el recibimiento, por lo que puede deducirse que él también acudió. Pigafetta cuenta que los europeos fueron atendidos dos días y Ginés de Mafra cuenta que fueron retenidos quince días. Otro que acudió fue el hijo brasileño de Carvalho con objetos para comerciar que no eran suyos, sino de los armadores de las naos o de la Corona española.
Espinosa y Elcano fueron llevados a ver al rajá en dos elefantes y, como no se dejaba ver, tuvieron que hablar con él por un tubo a través de una pared.
Mientras Espinosa y Elcano estaban en tierra, dos juncos se pusieron junto a las dos naos. Un marinero divisó que, a lo lejos, se acercaba una flota de más de doscientas velas. Carvalho decidió abordar los juncos, que fueron tomados sin dificultad. Dejaron a los tripulantes nativos regresar a tierra con el mensaje de que seguirían atacando los juncos que se acercasen hasta que volviesen sus compañeros. Tras esto, llegaron a quemar cuatro juncos sucesivamente. Luego se acercó otro junco, cuyo capitán decía que era del rey de la isla de Luzón. Este junco fue abordado y Carvalho le dejó ir a cambio de unas joyas que llevaba. Finalmente, Elcano y Espinosa regresaron a los barcos.
Los dos marineros griegos se quedaron en Brunéi, sin que se sepa con certeza si fue voluntariamente o no. En cuanto al hijo de Carvalho, los nativos les dijeron a Espinosa y Elcano que había muerto pero no lo pudieron comprobar porque estaban separados y no se supo más de él.
Por Elcano y Espinosa, supieron que el capitán del junco de Luzón era en realidad el hijo del rey de Luzón, que había ido a Brunéi  a casarse con una hija del rajá.
Los marineros europeos no aprobaron el comportamiento de Carvalho, ya que según ellos deberían haber retenido al de Luzón hasta que volviesen sus compañeros en vez de liberarlo a cambio de unas joyas. Carvalho también retuvo a tres mujeres nativas para él.
El 29 de julio de 1521 las dos naos abandonaron Brunéi.

#### Elcano, capitán de la naoVictoria

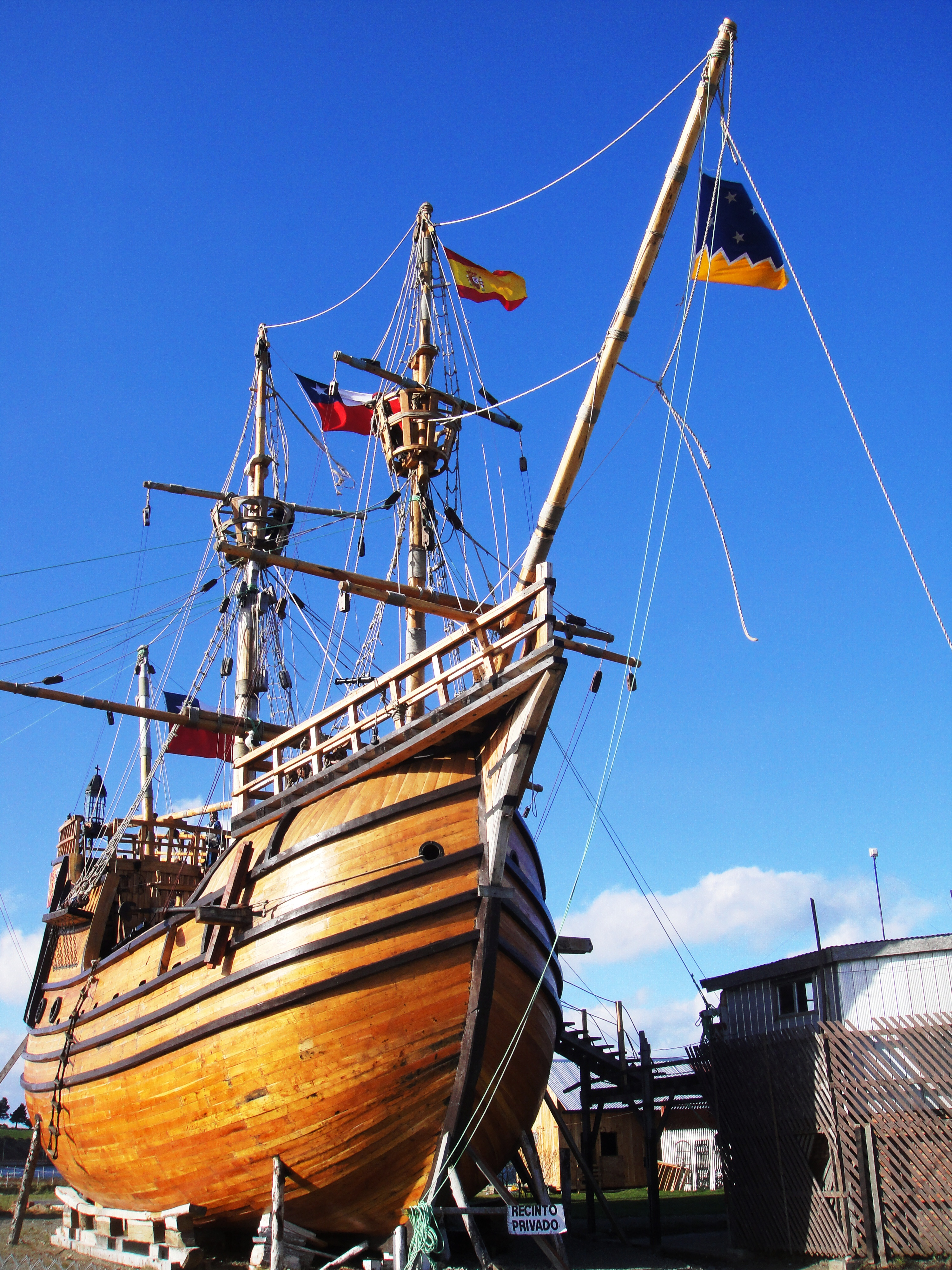
Réplica de la nao Victoria en el Museo Nao Victoria, Punta Arenas (Chile).

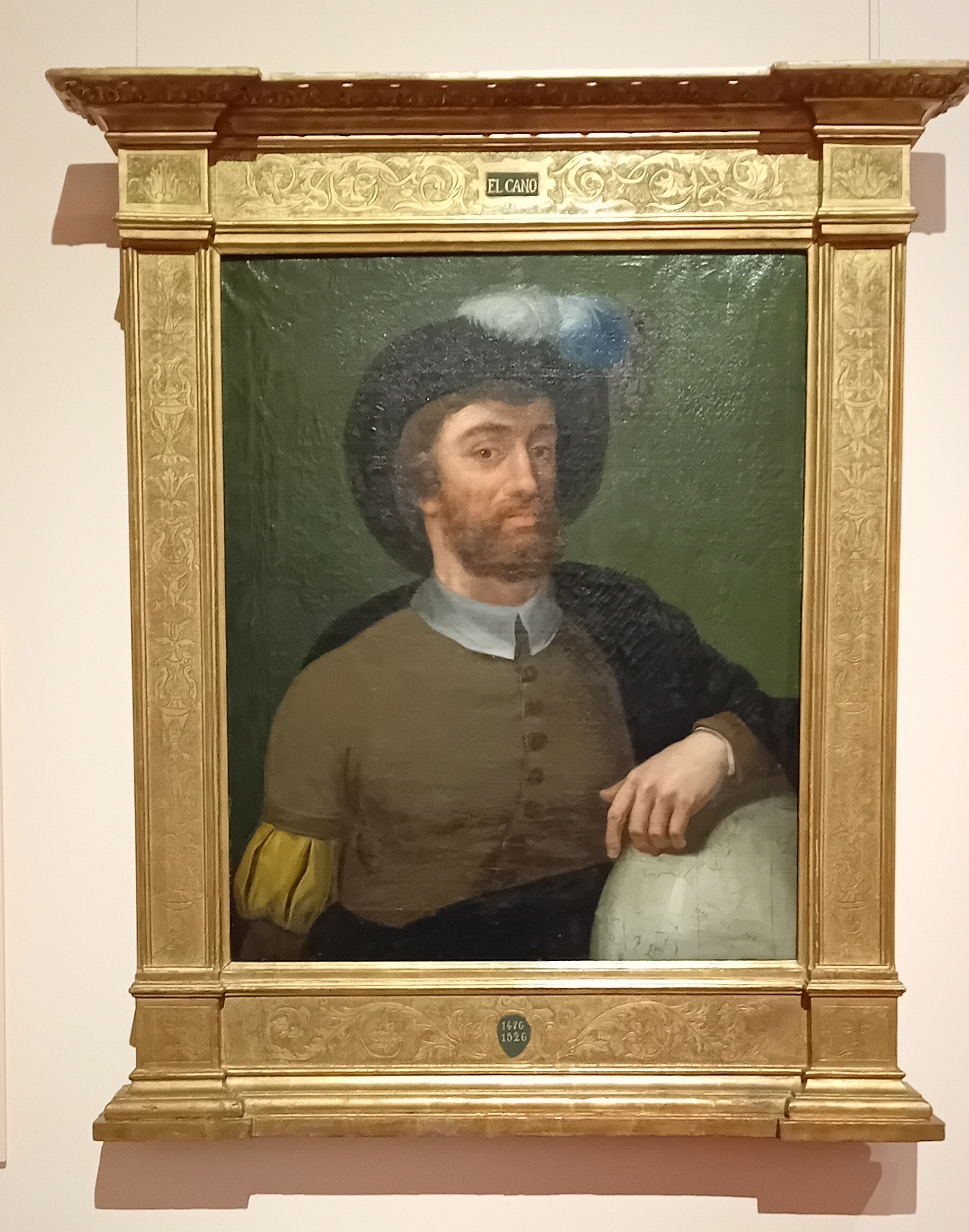
Retrato de Juan Sebastián Elcano. Anónimo,. Museo Naval de Madrid

El rajá de Brunéi les indicó que en Mindanao habría guías para llevarlos hasta las islas de las Especias (las Malucas) y pusieron rumbo a este lugar.
Cerca del cabo más septentrional de la isla de Borneo uno de los barcos encalló, produciendo daños materiales. El 15 de agosto de 1521 detuvieron para reparar esta nao en una isla situada entre Borneo y Palawan que se llamaba Cimbombón y que llamaron Nuestra Señora de Agosto.
El 17 de septiembre, estando en esta isla, se decidió destituir a Carvalho por su comportamiento y nombrar capitán general a Gonzalo Gómez de Espinosa, que ejercería su cargo desde la Trinidad. Como Espinosa había sido hasta entonces capitán del otro barco, Elcano fue nombrado capitán de la nao Victoria.
El 26 de septiembre zarparon de la isla de Nuestra Señora de Agosto. Tras esto se encontraron con un barco en el que iba el señor de la isla de Palawan y gobernador de la ciudad de Brunéi. Decidieron apresar al señor y a su familia y pedir un rescate de víveres y dejaron marchar al resto de tripulantes nativos a Palawan.
Durante el cautiverio el señor de Palawan se hizo amigo de los europeos. Los habitantes de Palawan dieron más víveres de los que los europeos habían exigido como rescate. Tras esto, el señor nativo firmó un vasallaje a Carlos I. Este acuerdo es relatado por el Libro de las Paces del Maluco del escribano Martín Méndez.
El 7 de octubre se despidieron del señor de Palawan y continuaron la navegación. Tras esto se sabe por testimonios de Elcano, Francisco Albo y Hernando de Bustamante que apresaron varios juncos chinos y se hicieron con paños de algodón, seda, hachas, cuchillos y porcelanas.
Fueron por el mar de Joló y recorrieron un par de pueblos de la isla de Mindanao. Estuvieron dos días en la isla compraron 17 libras de canela. El 27 de octubre hubo una gran tempestad y apareció el fuego de San Telmo durante dos horas.
Cerca de Mindanao se les aceró un parao y hubo un combate naval. Murieron 7 de los 18 nativos provenientes de Magindanau que había en el parao. También falleció por heridas el armero sevillano Pedro Sánchez y el lombardero francés Juan Bautista. Tras esto, uno de los hombres del parao dijo ser el hermano del rey de Magindanau y, como sabía ir a las Molucas, le apresaron a él y a su hijo, entre otros, para que les guiasen.
Siguiendo las instrucciones del hermano de este rey llegaron Sarangani y apresaron a otros dos guías. Con sus indicaciones, fueron hasta el sur por el mar de Célebes. Cuando pasaron junto a la isla Sangir huyeron a nado uno de los guías de Sarangani y el hermano del rey de Magindanau con su hijo, muriendo ahogado este hijo. Se quedaron con solo un guía y continuaron el viaje con sus indicaciones.
El 7 de noviembre de 1521 avistaron las Molucas.
El 8 de noviembre desembarcaron en la isla de Tidore y fueron recibidos por el rey Almansur, que los trató con gran hospitalidad. Espinosa y Elcano intercambiaron regalos con Almansur. Posteriormente, le entregaron a este rey los rehenes del parao y al guía de Sarangani para que los enviase de nuevo a sus tierras, así como a las tres mujeres nativas.
Almansur reunió todo el clavo posible de Tidore, así como de las islas de Maquian y Motil, para llenar las naos españolas y tuvo buenas palabras para el rey Carlos I. Los españoles entregaron a cambio telas. Permanecieron en Tidore un mes y otros reyes vecinos acudieron para hacer tratos de amistad con los españoles.
Durante su estancia en Tidore les informaron que hacía ocho meses había muerto en la cercana isla de Ternate el portugués Francisco Serrano. Según Pigafetta, este había sido compañero de Magallanes cuando estuvo en Malaca y le había comunicado por carta la ubicación de las Molucas, motivándole a emprender la expedición.

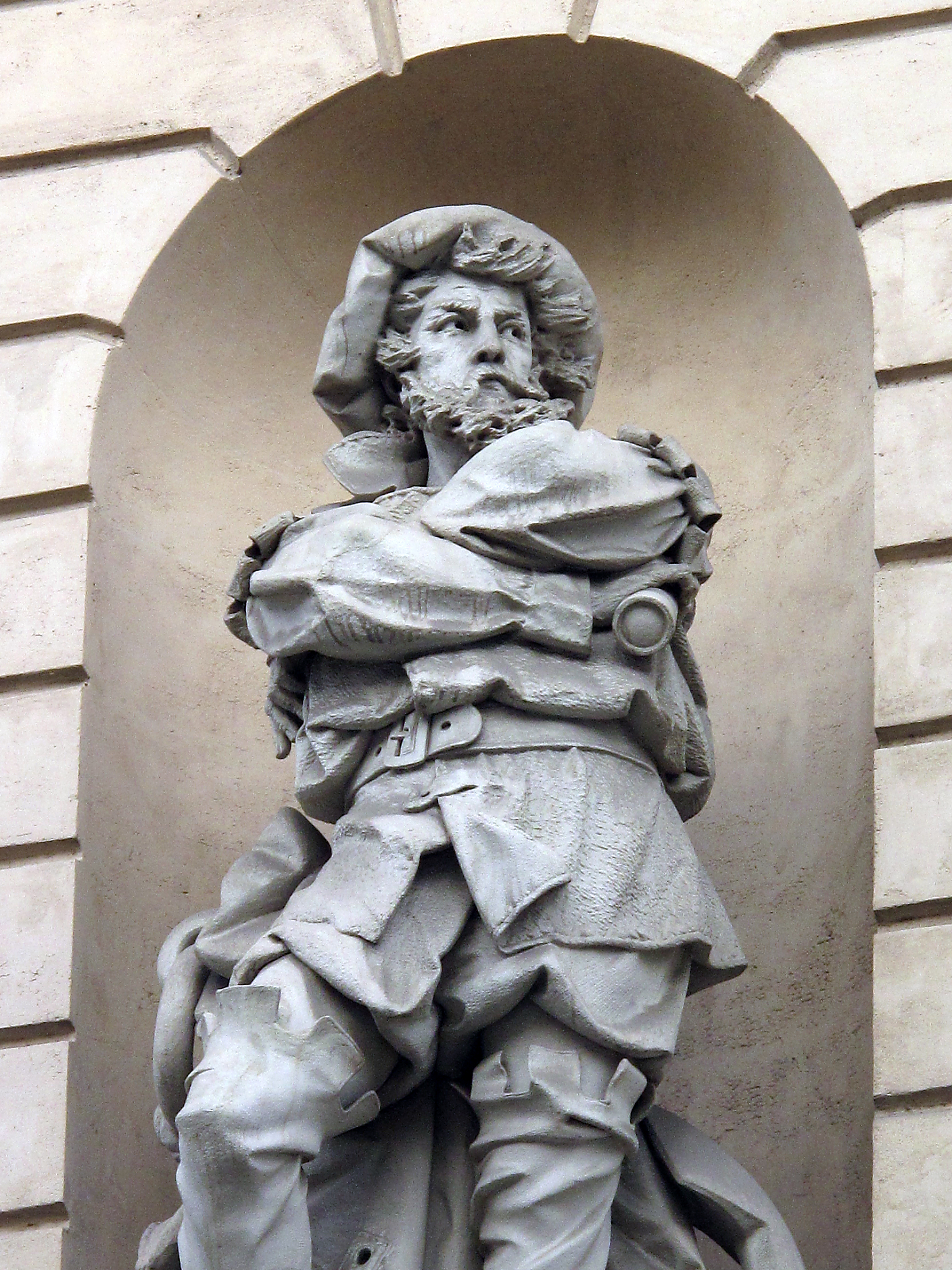
Estatua de Juan Sebastián Elcano, realizada por Francisco Font, en la fachada de la Casa Olano de Barcelona, de finales del siglo XIX.

Uno de los que acudió a Tidore a ver a los españoles fue el hijo del rey de Ternate, acompañado por la viuda y los hijos de Francisco Serrano y por un indígena llamado Manuel, criado del portugués Pedro Alfonso de Lorosa, que se encontraba en Ternate. Manuel les informó de que Lorosa quería ponerse al servicio de Carlos I y los españoles le dijeron que le avisase para que fuese con ellos.
Lorosa llegó a Tidore e informó a los españoles de que los portugueses habían llegado a las Malucas hacía diez años pero que lo habían mantenido en secreto. También les dijo que hacía un año el capitán portugués Tristán de Meneses había estado en las Malucas y le había informado de que el rey de Portugal intentó frustrar el viaje de las cinco naves de Magallanes a la Especiería enviando barcos a los cabos africanos de Buena Esperanza y de Santa María y dando órdenes a su capitán de las Indias, Diego Lopes Sequeira, de enviar seis barcos a las Molucas. Esta última flota tuvo que ser desviada a Adén para luchar contra otra que los turcos mandaron para atacar Malaca. Posteriormente, Lorosa y su esposa se unieron a los españoles.
Los españoles fueron conscientes de que los portugueses podían aparecer en cualquier momento para atacarles y, como ya habían cargado las bodegas de los barcos de clavo, decidieron marcharse rápidamente. Almansur entristeció mucho por el hecho de que los expedicionarios se fuesen tan rápido y dio tantas muestras de lealtad y fidelidad al rey de España que los españoles decidieron quedarse quince días más.
El rey de Ternate, Chechili de Roix, intentó que Lorosa se quedase con él. Existe en el Archivo Nacional de la Torre do Tombo una carta escrita en jawi del rey de Ternate, amigo del capitán portugués de Malaca, a los portugueses informándoles de que habían llegado los españoles y que habían mantenido buenas relaciones con el rey de Tidore.
Fueron a la isla de Gilolo o Halmahera donde compraron muchas cañas gruesas rellenas de agua dulce. Tenían tanto clavo que no podían cargarlo todo en las dos naos. Por ello, construyeron un almacén en la isla y lo dejaron a cargo de cinco hombres.
El rey de Bachian les regaló dos aves del paraíso muertas que fueron entregadas por Elcano en la corte de Valladolid.
El 18 de diciembre todo estaba listo para zarpar de Tidore. Los españoles pintaron en las velas la cruz de Santiago. Embarcaron también el rey de Tidore, el rey de Gilolo, el rey de Bachian y el hijo del rey de Ternate para acompañarles hasta la isla de Mare. Almansur había mandado preparar leña en la isla de Mare para que los españoles se la llevasen.
Cuando zarparon a la Trinidad le costaba navegar y decidieron regresar a Tidore. Descargaron esta nao y Almansur puso a su servicio a buceadores nativos que examinaron el barco y descubrieron que la quilla estaba rota y que había un agujero grande junto a la misma. Almansur puso a disposición de los españoles carpinteros pero la reparación de un problema de este tipo podía durar meses. Sin embargo, los portugueses podían aparecer en cualquier momento y se decidió que la nao Victoria continuase sola.
Se decidió que, cuando la Trinidad estuviese reparada, cruzase el océano Pacífico hasta la región americana del Darién. Luego la tripulación debía llevar el clavo por tierra hasta el Caribe y de ahí regresar a España.
Elcano decidió continuar con la nao Victoria hacia el oeste, cruzando un territorio concedido a los portugueses en virtud del Tratado de Tordesillas. En esta ruta deberían de evitar los puertos, porque en ellos se podían cruzar con los portugueses.
El 21 de diciembre de 1521 la nao Victoria zarpó de Tidore con 47 expedicionarios.
Almansur les dio unos guías nativos para llevarles a primero a Timor, por ser época del monzón. En la Victoria, el piloto Francisco Albo y el maestre Miguel de Rodas, ambos griegos, no tuvieron en cuenta el monzón y querían pasar por Malaca, pero Elcano se opuso.
Elcano decidió ir por el sur del océano Índico hacia el cabo de Buena Esperanza. Los oficiales Francisco Albo y Miguel Rodas opinaban que debían detenerse en las islas Maldivas, pero Elcano se opuso para no caer en manos portuguesas.
Un tripulante de la Victoria, Jorge Morisco, intérprete de árabe que había sido esclavo de Magallanes, se dedicó a hacer una palma de clavo e hilo para la viuda de Magallanes, Beatriz Barbosa. Jorge murió en el viaje y Elcano fue el que entregó este objeto a Beatriz.
Atravesaron el archipiélago de las Molucas, con muchas islas, y tuvieron que amainar por las noches para evitar encallar. Se detuvieron en algunas de estas islas brevemente para recoger muestras de especias.
Cuando pasaban por el mar de Banda les sobrevino una tempestad muy fuerte y el casco del barco resultó dañado. Se detuvieron quince días en la isla de Wetar para reparar la nao.
Llegaron a Timor el 25 de enero de 1522 y se detuvieron en la isla once días. Aprovecharon su estancia en la isla para comprar sándalo.
Los escritores del siglo XVI Gonzalo Fernández de Oviedo y Francisco López de Gómara hablan de que en Timor varios fueron decapitados por delitos y que hubo un motín con un combate donde murieron muchos de la nao. Pigafetta, por su parte, solo dice que hubo ajusticiados en el viaje. Sin embargo, la lista de fallecidos durante la expedición no indica esto.
Por razones desconocidas, cuando el barco estaba junto al puerto de Batutara de Timor el grumete Martín de Ayamonte y el hombre de armas Bartolomé de Saldaña saltaron al mar por la noche y se fueron a nado.
La nao Victoria zarpó de Timor el 7 de febrero de 1522. Por entonces el barco estaba maltrecho y entraba mucha agua, por lo que era necesario bombearla doce veces durante el día y doce veces durante la noche.
Poco tiempo después de que la nao Victoria abandonase Timor un barco portugués llegó a la isla para comprar sándalo y se encontró con Martín de Ayamonte y Bartolomé Saldaña en poder de un nativo de Luzón que también había acudido a la isla. Los portugueses interrogaron a Martín de Ayamonte, que les contó el viaje que habían recorrido y que su intención al huir había sido volver a Tidore con uno de los guías para encontrarse con un pariente suyo de la Trinidad, que probablemente era Francisco de Ayamonte.
La nao Victoria navegó en paralelo a la costa de Australia, a solo 500 kilómetros. El 18 de marzo vieron la que luego se llamó isla de Ámsterdam. Estuvieron dos días buscando un lugar para fondear pero no lo encontraron y tuvieron que seguir su viaje.
Fueron hacia el sur hasta el paralelo 40, recorriendo los Rugientes Cuarentas, una franja de fuertes vientos que posteriormente sería recorrida hacia el este por los ingleses para llegar a Australia. En abril pasaron ocho días amainados con fuertes borrascas. El 21 de abril el viento empezó a virar y pudieron avanzar. Entonces Elcano decidió ir hacia el noroeste y abandonar ese paralelo.
El 4 de mayo llegaron a pensar que ya habían pasado el cabo de Buena Esperanza y que se encontraban en el Atlántico, por lo que fueron rumbo al noroeste. Con gran decepción, el 8 de mayo se toparon con la costa este de Sudáfrica. Concluyeron que se encontraban a la altura del río Infante, actualmente conocido como Gran Río Fish. Probablemente pudieron identificar el lugar porque llevaban copias de mapas portugueses, ya que los españoles jamás habían navegado por ese territorio. Decidieron volver a alta mar para evitar ser apresados por los portugueses.
Entre el 9 y el 12 de mayo un temporal de viento no les permitió avanzar prácticamente nada.
El 15 de mayo creyeron reconocer el Cabo de las Agujas, el punto más al sur del Cabo de Buena Esperanza. En este entorno, donde chocan los océanos formando grandes olas, se toparon con una tempestad que partió el mástil y la verga del trinquete. Llegaron a plantearse echar al mar la carga de clavo para ganar seguridad pero, finalmente, no lo hicieron. Entre los días 17 y el 19 de mayo, frente al cabo de Buena Esperanza, tuvieron que enfrentarse a la tempestad sin apenas avanzar nada. Por estos tiempos fallecieron por enfermedad Pedro Gascón, Lorenzo de Iruña, Juan de Safelices, Bernal Manrio y Juan de Ortega.
El tiempo mejoró a partir del 21 de mayo al día siguiente Albo comprobó que se encontraban ya en el Atlántico, a dos grados al norte del Cabo de Buena Esperanza.
Según la crónica del portugués Gaspar Correia, tras doblar el cabo de Buena Esperanza se detuvieron en la bahía de Saldanha. Según esta misma crónica se cruzaron con un barco portugués al mando de Pedro Cuaresma, y el capitán de la Victoria habló con él y ambos siguieron su camino. Este episodio narrado por Correa debe ser erróneo, ya que dice que el capitán de la Victoria era el portugués Juan de la Rosa (como llamaba a Pedro Alfonso de Lorosa) en lugar de Elcano.
Otras versiones dicen que los navegantes desembarcaron en una bahía, que sería la de Santa Elena, a coger provisiones. Esto debe ser falso, porque Albo anota en el primer día sin temporal, el 22 de mayo, que se encontraban al norte de ese punto.
Gracias a la Corriente de Benguela la nao Victoria pudo recorrer más de 3 000 kilómetros en solo diez días. El 19 de mayo acaban de pasar el cabo de Buena Esperanza el 31 de mayo se encontraban ya a punto de cruzar el ecuador. A la altura de Namibia la nao alcanzó gran velocidad. Del 25 al 26 de mayo avanzó 560 km, lo que indica que iban entonces a 12,60 nudos.
Como los alimentos escaseaban y la comida debía limitarse a poco más que arroz hervido en agua de mar, empezaron a sucederse las muertes por enfermedad. El 1 de junio falleció Machín Vizcaíno, el 7 de junio Domingo de Rubillán, el 8 de junio Lope Navarro y el 9 de junio Cristóbal de Jerez.
Si seguían así iban a morir todos en poco tiempo, por lo que Elcano se vio obligado a ir a tierra a tomar provisiones. Se acercaron a la costa de Guinea pero los manglares les impidieron fondear. Estuvieron recorriendo la costa guineana entre el 14 de junio y el 1 de julio sin lograr hallar un lugar donde atracar. Por estos tiempos fallecieron también Domingo Bautista, Diego García, Pedro de Valpuesta y Martín de Magallanes.
Elcano cuenta, en su carta a Carlos I, que entre la travesía del Cabo de Buena Esperanza y las islas de Cabo Verde murieron de hambre 22 hombres y Pigafetta dice que perdieron 21.
El 1 de julio Elcano sometió a votación entre la tripulación si seguir o parar en las islas portuguesas de Cabo Verde. La mayoría decidió ir aquellas islas. El 9 de julio la nao Victoria llegó al puerto de Cidade Velha de la isla de Santiago de este archipiélago. Trece tripulantes fueron a tierra en un batel. Dijeron que venían de América y, según Albo, los portugueses no fueron recelosos y les dieron a los españoles todo lo que pidieron.
En el puerto de Cidade Velha los españoles creían que era 9 de julio pero los portugueses les informaron de que era día 10 de julio. Esto es porque los españoles habían ganado un día al dar la vuelta al mundo y no se habían dado cuenta.
Los trece españoles que habían ido a tierra intentaron usar tres quintales de clavo para comprar mercancías y esclavos para darle a la bomba de agua. Entonces las autoridades portuguesas descubrieron que venían de las islas de las Especias y los detuvieron.
Los demás españoles estuvieron navegando con la nao Victoria alrededor de la isla de Santiago mientras esperaba el regreso del batel. El 15 de julio, tras varios días sin noticias de los que habían ido a tierra, decidieron ir al puerto. Se les acercó un barco portugués que les informó que sus compañeros habían sido detenidos y que debían entregar la nao Victoria. Entonces Elcano tomó la decisión de largar velas y escapar.
Elcano, en su carta a Carlos I, afirmó:

Resolvimos de común acuerdo morir antes que caer en manos de los portugueses, y así, con grandísimo trabajo de la bomba, bajo la sentina, que día y noche no hacíamos otra cosa que echar fuera el agua, estábamos tan extenuados como ningún hombre lo ha estado.

Por entonces falleció el grumete Andrés Blanco.
La nao continuó hacia la península ibérica y no paró en las cercanas islas españolas de Canarias, pasando al oeste de las mismas, porque en esa dirección estaban los vientos alisios constantes del nordeste y un velero básico no podía seguir esa ruta.
Tuvo que pasar por las islas Azores, portuguesas, sin detenerse en ellas. El 8 de agosto se produjo el último fallecimiento del viaje, el del marinero francés Esteban Villón. Pocos días después el anticiclón de las Azores les dejó sin viento y parados una semana.

#### Llegada a España
El 6 de septiembre de 1522 llegaron a Sanlúcar de Barrameda los 18 expedicionarios con, al menos, tres nativos de las Molucas de los trece que habían embarcado en Tidore hacía nueve meses. Ese mismo día, Elcano escribió a bordo de la Victoria una carta a Carlos I informándole de su viaje y de su llegada a la península. De esta carta se han conservado varias copias de la época.
Consta que la Casa de Contratación de Indias pagó 525 maravedís a Pedro Sordo, vecino de Sanlúcar de Barrameda, por meter a la nao Victoria en el puerto de este municipio, de difícil acceso por haber una barra de arena.
No se sabe si los marineros descendieron a tierra en Sanlúcar de Barrameda pero consta que la Casa de Contratación costeó para ellos en este lugar 12 arrobas de vino, 75 hogazas de pan y roscas, un cuarto de vaca y melones.
El 7 de septiembre la Casa de Contratación compró un barco grande con seis remos por 15 ducados, para remontar a la nao Victoria por el río Guadalquivir. También se mandó a Sanlúcar a 15 hombres para asistir en la nao a los expedicionarios y prestó ayuda un vecino de este municipio, Gaspar García, con su barco.
La nao Victoria llegó con su tripulación a Sevilla el 8 de septiembre. La tripulación pidió cirios y bajaron juntos para dar gracias a la Virgen de la Victoria en el convento del mismo nombre y a la capilla de la Virgen de la Antigua de la catedral.

Gracias a la Providencia, el sábado 6 de septiembre de 1522 entramos en la bahía de San Lúcar [...] Desde que habíamos partido de la bahía de San Lúcar hasta que regresamos a ella recorrimos, según nuestra cuenta, más de catorce mil cuatrocientas sesenta leguas, y dimos la vuelta al mundo entero, [...] El lunes 8 de septiembre largamos el ancla cerca del muelle de Sevilla, y descargamos toda nuestra artillería.
Antonio Pigafetta. Relación del primer viaje alrededor del mundo.

En la bodega de la nao Victoria había 27 toneladas de clavo. Se consiguió ingresar por esta mercancía 8 680 051 maravedís. La expedición había costado 8 334 335 maravedís, por lo que esta tuvo un beneficio de 346 216.
Se pagó a peones que estuvieron achicando agua de la nao Victoria entre el 14 de septiembre y el 9 de octubre de 1522.
La carta de Elcano a Carlos I le fue entregada al rey en Valladolid por Luis de Castellanos. Carlos I le dio a Luis 50 ducados de oro por haberle dado la buena noticia. El rey respondió a Elcano dándole "infinitas gracias" y pidiéndole que acudiese a verle con dos personas que hubiesen participado con él en la expedición. También le dijo que se encargaría del asunto de los trece españoles apresados en Cabo Verde.
Elcano fue a ver a Carlos I a Valladolid con varios españoles y tres nativos de las Molucas. Llevó una caja con todos los tipos de especias que habían recogido, regalos de los reyes que le habían dado señal de amistad, las aves del paraíso regaladas por el rey de Tidore y un mensaje que decía que las Molucas quedaban dentro de la demarcación española del Tratado de Tordesillas. También llevaba sus apuntes y libros, que entregó a Juan de Sálamo, secretario del Consejo de Indias, y que actualmente se encuentran desaparecidos.
El Archivo Histórico de Euskadi, en Bilbao, alberga otra carta de Elcano a Carlos I de entre septiembre y octubre de 1522 hablando de su llegada y pidiéndole diversas mercedes. La carta fue recibida en Valladolid el 5 de noviembre de 1522. Este documento incluye la respuesta del secretario Francisco de los Cobos al margen. El documento, manuscrito por Elcano, se encontró en el año 2016 y es parte de los fondos procedentes de la torre de Laurgain de la localidad guipuzcoana de Aya. En su carta, Elcano pedía ser nombrado capitán mayor de cualquier armada que el rey enviase a las islas de las Especias y ser caballero de la Orden de Santiago, aunque el rey no le concedió estas peticiones.
El 23 de enero de 1523 Carlos I firmó una albalá para Elcano con la que otorgaba 500 ducados anuales para toda su vida. Estos le debían se pagados por la Casa de la Especiería, recién creada en La Coruña para monopolizar el comercio con las Molucas. El rey le recordó esta obligación a la Casa de la Especiería con una real cédula dada en Madrid el 15 de abril de 1525, ordenando que le pagasen lo debido a Elcano cuando regresase de la expedición de Loaísa. Elcano, en su testamento dado en 1526 durante la expedición de Loaísa, dijo que el rey le debía en la Casa de la Especiería 1 750 ducados, lo que equivalía a un total de 656 250 maravedís.
El 20 de mayo de 1523 Carlos I le otorgó a Juan Sebastián Elcano y sus descendientes un escudo de armas. Este escudo está dividido en dos partes: la superior tiene un castillo de oro sobre fondo gules y la inferior dos ramas de canela cruzados en aspa escoltados por tres nueces moscadas y doce clavos sobre fondo dorado. Como timbre, en la parte superior, hay un yelmo cerrado y, sobre él, un orbe con la leyenda en latín "Primus circumdediste me" (Fuiste el primero en circunnavegarme).
Carlos I quiso beneficiar a los tripulantes que habían regresado y a los trece que quedaron en Cabo Verde renunciando en favor de ellos a una cuarta parte del quinto real y dejó libres de impuestos lo que los expedicionarios hubiesen traído en sus caja.
Los portugueses reclamaron las Molucas. Para resolver la disputa, en mazo de 1524 se creó una junta formada por Hernando Colón, Simón Alcazaba, Sancho de Salaya, Pedro Ruiz Villegas, Tomás Durán, Juan Sebastián Elcano, Pedro Manuel, Hernando Barrientos y Cristóbal Vázquez de Acuña, así como por portugueses. Las reuniones tuvieron lugar entre abril y mayo de 1524 en un puente del río Caya, en la sala capitular de la Iglesia Mayor de San Juan de Badajoz, en la Cámara de Yelbes y en las Casas del Concejo de Badajoz. Hernando animó a todos a llevar por escrito sus razones y, para dar ejemplo, llevó por escrito sus posicionamientos. Como entonces era imposible medir con precisión los grados de las coordenadas geográficas, Hernando introdujo en esta junta un sistema de su invención, que consistía en trasladar los grados por medio de relojes.

#### Supervivientes de la expedición
| Nombre                                          | Puesto             |
| ----------------------------------------------- | ------------------ |
| Juan Sebastián Elcano, de Guetaria              | Capitán            |
| Francisco Albo, de Axio (Grecia)                | Piloto             |
| Miguel de Rodas, de Rodas (Grecia)              | Piloto             |
| Juan de Acurio, de Bermeo                       | Piloto             |
| Antonio Lombardo Pigafetta, de Vicenza (Italia) | Sobresaliente      |
| Martín de Yudícibus, de Savona (Italia)         | Marino             |
| Hernando de Bustamante, de Mérida               | Marinero y barbero |
| Nicolás el Griego, de Nauplia (Grecia)          | Marinero           |
| Miguel Sánchez de Rodas, de Rodas (Grecia)      | Marinero           |
| Antonio Hernández Colmenero, de Ayamonte        | Marinero           |
| Francisco Rodríguez, de Portugal                | Marinero           |
| Juan Rodríguez, de Huelva                       | Marinero           |
| Diego Carmena Gallego, de Bayona                | Marinero           |
| Hans, de Aquisgrán (Alemania)                   | Artillero          |
| Juan de Arratia, de Bilbao                      | Grumete            |
| Vasco Gómez Gallego el Portugués, de Bayona     | Grumete            |
| Juan de Santander, de Cueto                     | Grumete            |
| Juan de Zubileta, de Baracaldo                  | Paje               |

### Segunda expedición a las Molucas
Se organizó una segunda expedición a las Molucas con el objetivo de asentarse en el territorio e incorporarlo a la Corona española. Carlos I nombró capitán general de esta armada y gobernador de las islas de las Especias a García Jofre de Loaísa, comendador de la Orden de San Juan. Elcano fue nombrado piloto mayor de la armada y su objetivo era que los barcos llegasen a estas islas.
Elcano ayudó a la Casa de la Especiería de La Coruña a organizar la expedición y fue felicitado por su buena labor.
La armada se compuso de siete naves: Santa María de la Victoria (capitaneada por Loaísa y que es otro barco distinto de la nao Victoria de la primera vuelta al mundo), Santi Spiritus (capitaneada por Juan Sebastián Elcano), Anunciada (capitaneada por Pedro de Vera), San Gabriel (capitaneada por Rodrigo de Acuña), Santa María del Parral (capitaneada por Jorge Manrique de Nájera), San Lesmes (capitaneada por Francisco de Hoces) y Santiago (capitaneada por Santiago de Guevara).
Se alistaron para la expedición tres hermanos de Juan Sebastián Elcano: Martín Pérez, Antón Martínez y Martín Ochoa. De los que habían dado la vuelta al mundo se alistaron Hernando de Bustamante, Roldán de Argote y el maestre Hans. También participó, como piloto de la nave Santa María de la Victoria, Rodrigo Bermejo, que es posible que fuera el que avistó tierra en el primer viaje a América de Cristóbal Colón. Un joven Andrés de Urdaneta iba en la Santi Spiritus.
En la armada iban un total de 450 personas, la mayoría de los cuales eran hombres de armas.
La flota zarpó de La Coruña el 24 de julio de 1525. El 1 de agosto se detuvieron en la isla canaria de La Gomera, donde se aprovisionaron de leña y víveres. Elcano decidió partir directamente hacia el estrecho de Magallanes indicando que, si alguna nave se perdía, sería esperada 20 días en la bahía de Todos los Santos de Brasil y, si esta no llegase, se dejaría como señal una cruz y una olla con un mensaje con la ruta que iban a seguir. Se marcharon de esta isla el 14 de agosto.
El 18 de agosto hubo mala mar y se partió el mástil de la Santa María de la Victoria. El 19 de agosto, cuando esta nave abordaba a la Santa María del Parral, deshizo su popa y abatió su palo de mesana. Estos incidentes requirieron reparaciones.
El 5 de septiembre llegaron a la altura de Sierra Leona y encontraron un barco que creyeron francés. Entonces Francia estaba en guerra contra Carlos I y decidieron perseguirlo hasta las doce de la noche. Entonces Loaísa dio un cañonazo como señal para parar la persecución. La nave San Gabriel y el patache Santiago no lo oyeron o lo ignoraron y el Santiago logró apresar al barco, que era portugués. El capitán de la San Gabriel quiso arrogarse el mérito de la captura y el capitán del Santiago se lo negó. Finalmente, decidieron dejar marchar al barco portugués.
El 15 de octubre llegaron a la isla de San Mateo (Annobón), un enclave negrero que había sido abandonado por los portugueses tras una rebelión de esclavos. En esta isla aprovecharon para alimentarse de naranjas, palmitos, huevos, aves y para pescar. Pescaron un gran pez que sentó muy mal a los tripulantes, aunque ninguno llegó a morir.
En San Mateo repararon los barcos. El capitán de la San Gabriel fue arrestado y se mantuvo así durante dos meses, siendo sustituido en el cargo por Martín de Valencia. También se arrestó y castigó a algunos hidalgos contrarios a ser mandados por Elcano, argumentando que tenía menor estatus social que ellos.
Luego cruzaron el océano Atlántico. Durante la travesía se separó un par de días la Santi Spiritus. El 5 de diciembre avistaron tierra americana. El 28 de diciembre, mientras navegaban hacia el sur, arreció tanto que tuvieron que aferrar las velas. Poco tiempo después se separaron la nave Santa María de la Victoria, donde iba Loaísa, y la San Gabriel. Entonces, Elcano tomó el mando de la armada y estuvo buscando durante tres días a Loaísa sin éxito. Pensó que tal vez la Santa María de la Victoria se había adelantado y decidió continuar.
El 12 de enero de 1526 Elcano llegó con los cinco barcos al río Santa Cruz. Quiso fondear allí pero el resto de capitanes se opusieron. Entonces decidió enviar al patache Santiago para que dejase una cruz con una olla como señal en el lugar acordado e ir a fondear con el resto de barcos al estrecho de Magallanes.
Elcano recordaba haber visto, en su viaje con Magallanes desde el río Santa Cruz hasta el Cabo Vírgenes, una única profunda entrada del mar en tierra firme. Pero la tormenta que había separado las naves también los había separado de la costa, con lo que no habían podido ver una de las dos entradas que realmente existen, la del río Coig y la del río Gallegos; esta vez volvió a contar una única ría intermedia y se adentró en la segunda, que resultó ser el estuario del río Gallegos, donde las naves quedaron encalladas y la gran amplitud de la marea los dejó en tierra firme. La subida de la marea, pocas horas más tarde, les permitió salir de allí. Luego se dirigieron al cabo de las Vírgenes, donde un temporal hizo encallar la Santi Spiritus sin remedio. Las otras tres naves se mantuvieron a flote arrojando al mar la artillería y otros objetos. Los náufragos de la Santi Spiritus se encontraron con los nativos de la Tierra de Fuego. Luego fueron rescatados y se fueron a otros barcos. El 17 de enero el temporal arreció de nuevo. Tras esto, llegaron las naves Santa María de la Victoria y San Gabriel, así como el patache Santiago. Posteriormente, siguió una mala mar que amenazó con partir la capitana.
El 10 de febrero la Anunciada se separó de los demás barcos. En teoría iba a llegar a las Molucas a través del cabo de Buena Esperanza pero desapareció para siempre. Por estas fechas la San Gabriel desertó. Se encontró con tres barcos franceses en Brasil y el capitán, Acuña, fue apresado cuando iba a parlamentar. La San Gabriel logró escapar y llegó a Bayona el 28 de mayo.
El 26 de mayo la armada llegó al otro lado del estrecho de Magallanes. El 31 de mayo la mala mar en el Pacífico separó los barcos. El patache Santiago llegó al golfo de Tehuantepec el 25 de julio de 1526. La nao San Lesmes desapareció. La Santa María del Parral fue a parar a las islas Sangihe, donde los nativos mataron a algunos y esclavizaron al resto.
La nave Santa María de la Victoria llevaba unos 145 hombres, incluido Juan Sebastián Elcano. Este otorgó testamento a bordo el 26 de julio de 1526. El escorbuto empezó a hacer presa en la tripulación del barco. Murieron unas 40 personas de la tripulación de la nave durante la travesía por el Pacífico. Urdaneta lo narra del siguiente modo:

Toda esta gente que falleció, murió de crecerse las encías en tanta cantidad que no podian comer ninguna cosa y más de un dolor de pechos con esto; yo vi sacar a un hombre tanto grosor de carne de las encías como un dedo, y al otro tenerlas crecidas como si no le hubieran hecho nada

Loaísa murió el 30 de julio y Juan Sebastián Elcano el 3 o el 6 de agosto.
El superviviente Juan de Mazuecos contó que Loaísa y otros hombres principales de la expedición murieron al cabo de cuarenta días de tomar juntos una comida determinada. Gonzalo Fernández de Oviedo escribió que un día se pescó un pez que parecía un salmón de veinte libras y que se comió en la mesa del capitán general Loaísa y que todos enfermaron. Otro superviviente, el clérigo Juan de Areizaga, le contó a Fernández de Oviedo que ese pez tenía dientes. Por esto, es posible que Elcano hubiese enfermado por comer de este pez.
La nave Santa María de la Victoria llegó posteriormente a las Molucas.

## Testamento
El 26 de julio de 1526 Elcano otorgó testamento a bordo de la nao Santa María de la Victoria, en medio del océano Pacífico, durante la expedición de Loaísa. El escribano de la inmensa mayoría del testamento fue Andrés de Urdaneta, que también fue uno de los testigos. Una mínima parte fue escrita por otro testigo: Andrés de Gorostiaga. El documento está firmado por el escribano del barco, que daba fe, Ortés de Perea, así como por Elcano. El original se encuentra en el Archivo General de Indias de Sevilla.
En el testamento consta que Elcano tenía dos libros, un almanaque en latín y un libro de astrología, que pidió que se entregasen al piloto real y cosmógrafo de la Casa de Contratación de Indias de Sevilla Andrés de San Martín. También figuran 25 mandas piadosas. La más sustanciosa de ellas era el legado de 40 ducados de oro al Santuario de Nuestra Señora de Icíar de Deva. También dispuso legar 12 ducados de oro a la Iglesia de San Martín de Guetaria, 10 al monasterio franciscano de Sasiola de Deva, 6 a la Iglesia de San Salvador de Guetaria, otros 6 al Santuario de la Virgen de Guadalupe de Fuenterrabía y otros 6 a la Catedral de Santiago de Compostela. También destinó dos ducados a tres órdenes religiosas respectivamente para que los destinasen a rescatar cautivos: la trinitaria, la mercedaria y la terciaria franciscana. Otros de sus encargos testamentarios fueron dar un ducado al lazareto de Guetaria, dos ducados al hospital local y que se diese sayas a treinta pobres de este municipio.
En su testamento indica que había prometido ir en romería al monasterio de la Santa Verónica de Alicante y que, antes de partir en la armada de Loaísa, había concertado con el Monasterio de San Francisco de La Coruña una misa concepcionista cada día y que rogasen por él y el resto de miembros de la expedición. Para esto último, hizo escritura en La Coruña con el notario Cristóbal de Polo para dar a este monasterio franciscano 60 ducados en tres entregas.

## Eponimia

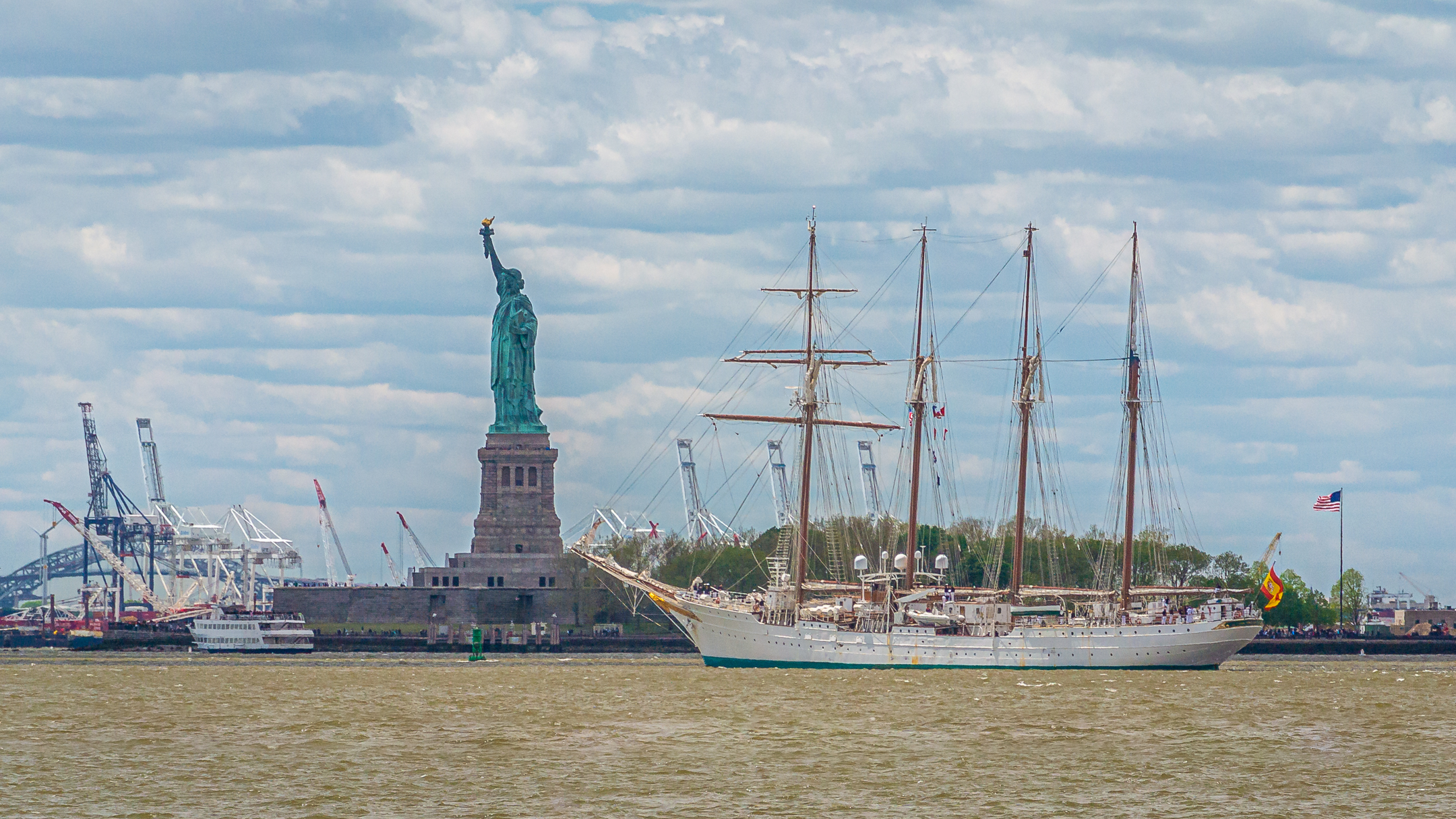
El Juan Sebastián de Elcano, buque escuela de la Armada, en Nueva York.

- El buque escuela de la Armada Española Juan Sebastián de Elcano, de 1927, lleva su nombre. El emblema del barco es el escudo concedido a este marino por Carlos I.[201]
- El think tank Real Instituto Elcano también toma su nombre del navegante español.[202]
- Un cabo ubicado en la parte suroeste de la pequeña isla de Ámsterdam, en las coordenadas geográficas 37°52′20.91″S 77°32′10.65″E / -37.8724750, 77.5362917, recibe el nombre de Pointe de Elcano.[203]

## Monumentos y otros memoriales
En el año 1800 se erigió una escultura en la plaza mayor de Guetaria, obra del escultor Alfonso Girardo Bergaz, que fue destruida durante el asedio que sufrió el pueblo en 1836 durante la Primera Guerra Carlista.
Guetaria tiene dos estatuas de Juan Sebastián Elcano: una en la plaza Elcano, realizada en 1861 por Antonio Palao, y otra en la plaza de los Gudaris, obra de Ricardo Bellver que data de 1888.
En 1919 se puso una placa en conmemoración de la primera vuelta al mundo en el exterior del antiguo convento de los Remedios de Sevilla, cerca de donde estuvo el muelle de las Muelas.
En 1922 Agustín Aguirre y José de Azpiroz fueron escogidos para hacer un monumento a Juan Sebastián Elcano en Guetaria. El proyecto fue de estilo art decó. El monumento se hizo en un baluarte de la muralla. En la escalinata hay un bajorrelieve realizado por Victorio Macho que muestra a Elcano. En el centro hay una cruz y una leyenda referida a ella que dice "Esta es la vera figura de nuestra buena ventura". En el frontispicio de la puerta hay otra leyenda que dice "Primus circumdediste me". Encima del monumento hay una Victoria alada. En la terraza del conjunto hay una lápida con los nombres de los 18 hombres que dieron la primera vuelta al mundo en 1522.
Existe en el monasterio de la Santa Faz de Alicante un texto de 1944 escrito en azulejos, agradeciendo los 24 ducados de oro que Elcano donó al monasterio en 1526, aunque no fue hasta 1944 que la Armada Española donó 15.000 pesetas para cumplir lo estipulado en el testamento.
En el exterior de la Biblioteca Municipal de Sanlúcar de Barrameda hay cinco azulejos sobre la primera vuelta al mundo colocados en 1956, 1960 (regalado por el embajador de Estados Unidos tras la vuelta al mundo del submarino estadounidense Tritón ese año), 2010, 2011 y 2016 respectivamente.
En 1972 se inauguró un monumento a Juan Sebastián Elcano, realizado por Antonio Cano Correa, en la glorieta de los Marineros Voluntarios de Sevilla.
En 1992 el Rotary Club puso un monolito con una placa dedicado a una vuelta al mundo a vela que tuvo lugar en 1990, conocida como Expedición Elcano 90, en la plaza de Cuba de Sevilla. Esta plaza está cerca de donde estuvo el muelle de las Muelas.
En 2010 se situó un monumento llamado "Milla Cero" en la plaza de Cuba de Sevilla, dedicado a la primera circunnavegación.
También en 2010 se colocó una placa en la calle de San Roque de Guetaria, donde se dice que estuvo la casa natal de Juan Sebastián Elcano.
En 2011 se inauguró un monumento llamado "Legua Cero" en Sanlúcar de Barrameda dedicado a la expedición de Magallanes-Elcano.
También en 2011 se colocó una placa en homenaje a los que dieron la primera vuelta al mundo en la capilla de la Virgen de la Antigua de la catedral de Sevilla.
En 2013 se colocó un relieve de piedra en el exterior del antiguo convento de los jesuitas de Sanlúcar de Barrameda que representa a los marineros que dieron la primera vuelta al mundo.
En 2019 se colocó un monumento a Magallanes y Elcano en Vigo.
En 2022 se inauguró un monumento a Juan Sebastián Elcano en la calle Guetaria de Madrid.
También en 2022 se inauguró un monumento a Juan Sebastián Elcano en Cartagena.
En 2023 se inauguró un monumento en el muelle de Nueva York de Sevilla dedicado a Juan Sebastián Elcano.

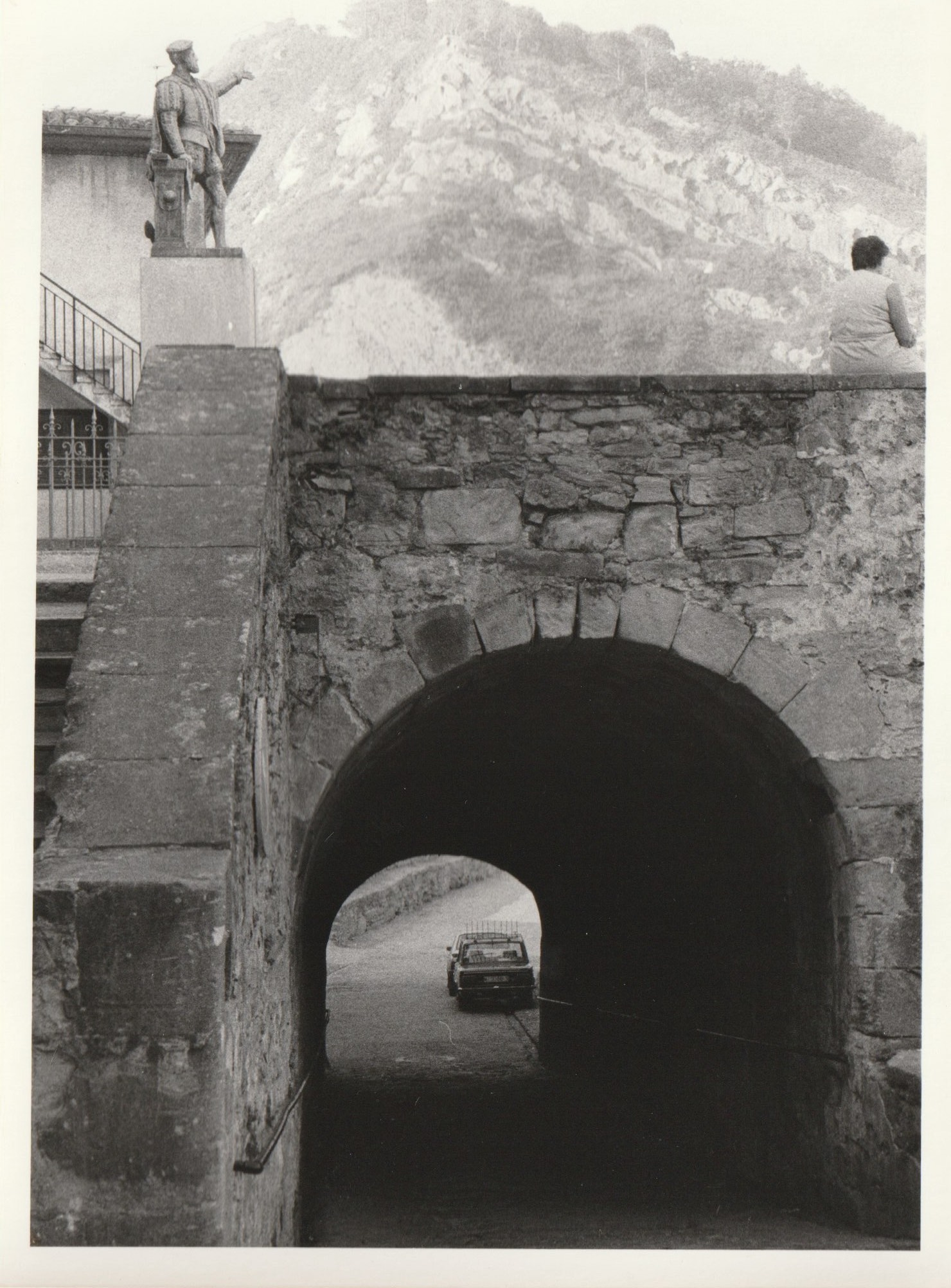
Estatua de Elcano de Guetaria de 1861.
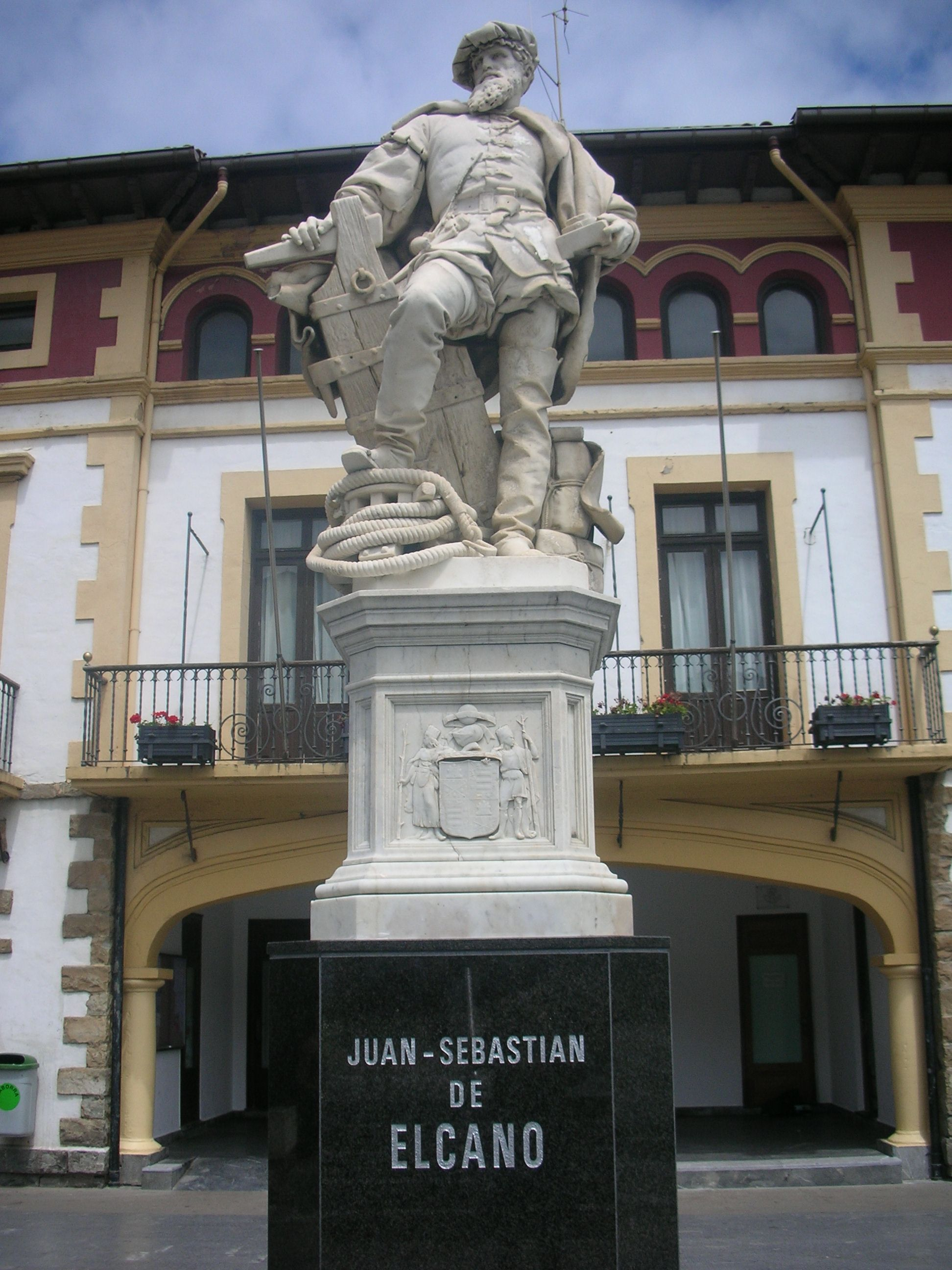
Estatua de Elcano de Guetaria de 1888.
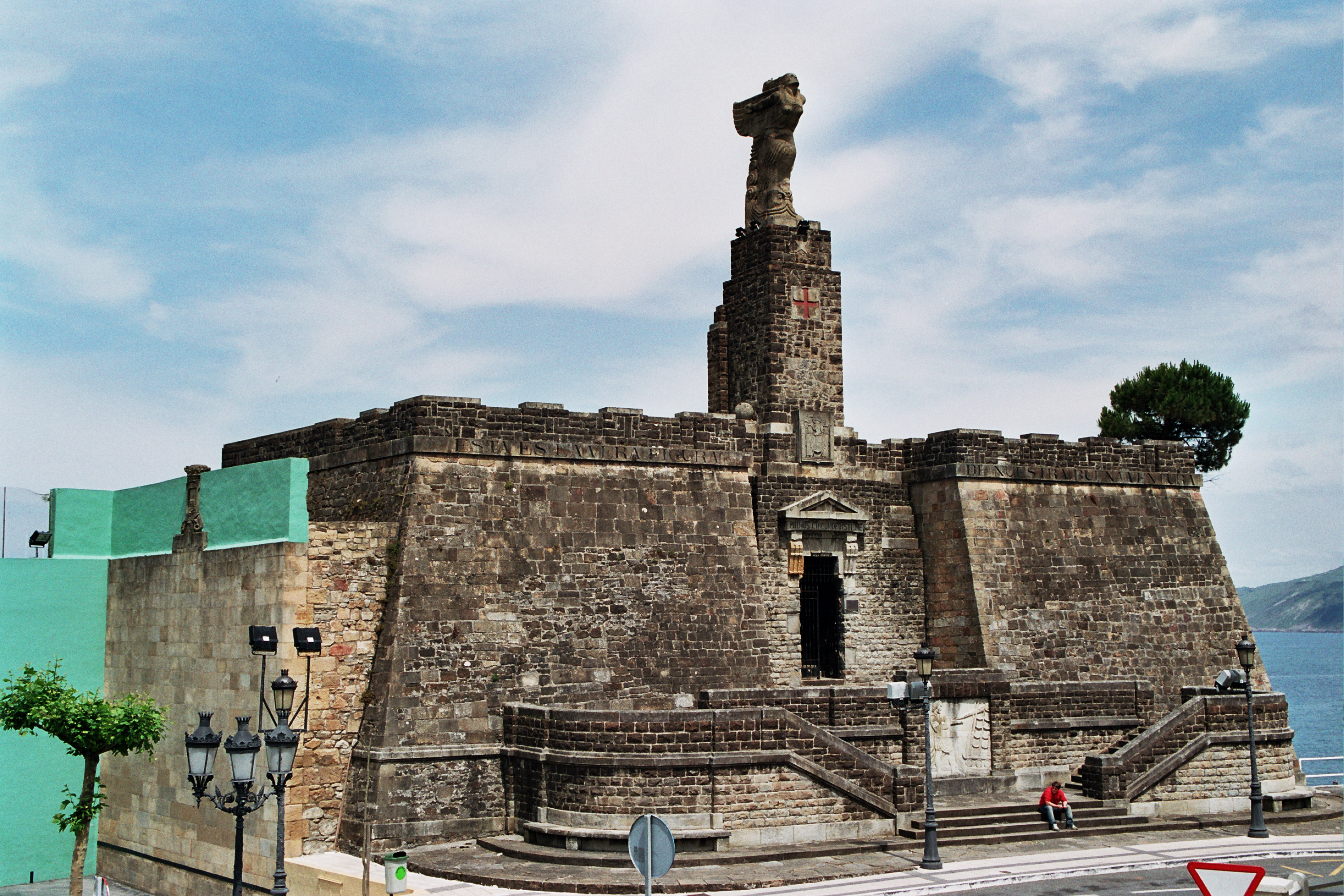
Monumento a Elcano en Guetaria de 1922.
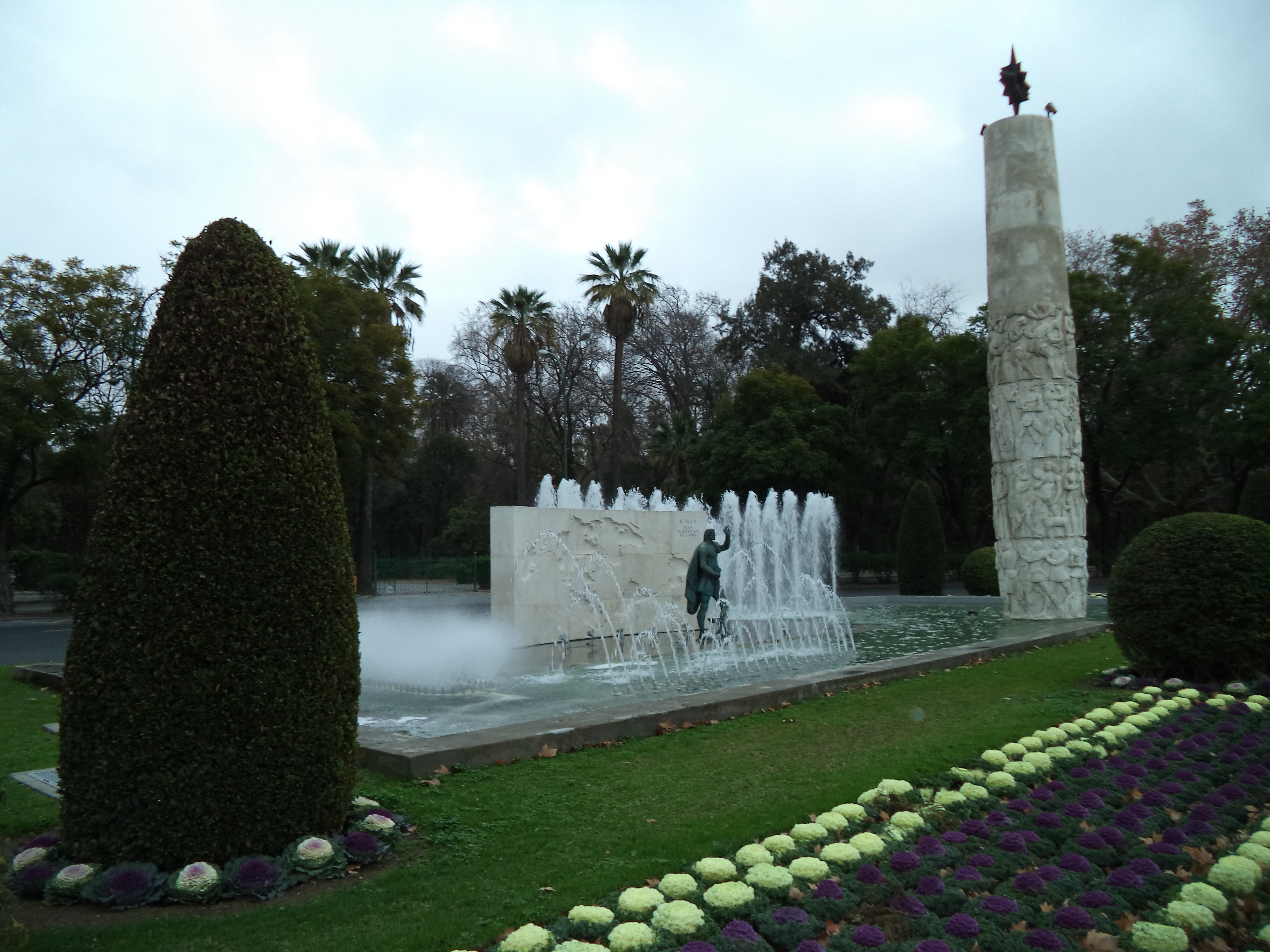
Monumento a Elcano de Sevilla de 1972
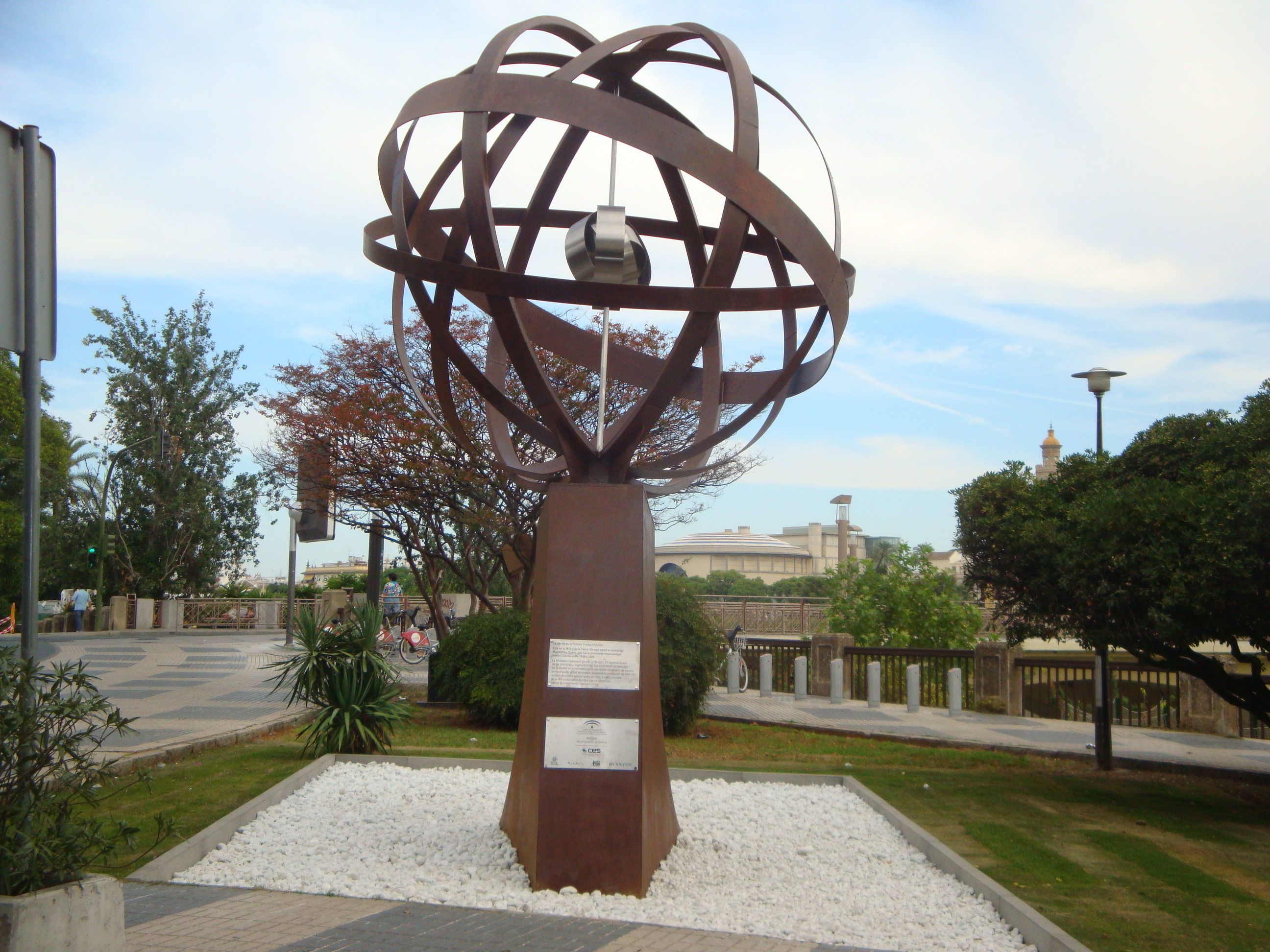
Monumento "Milla Cero" en Sevilla de 2010.
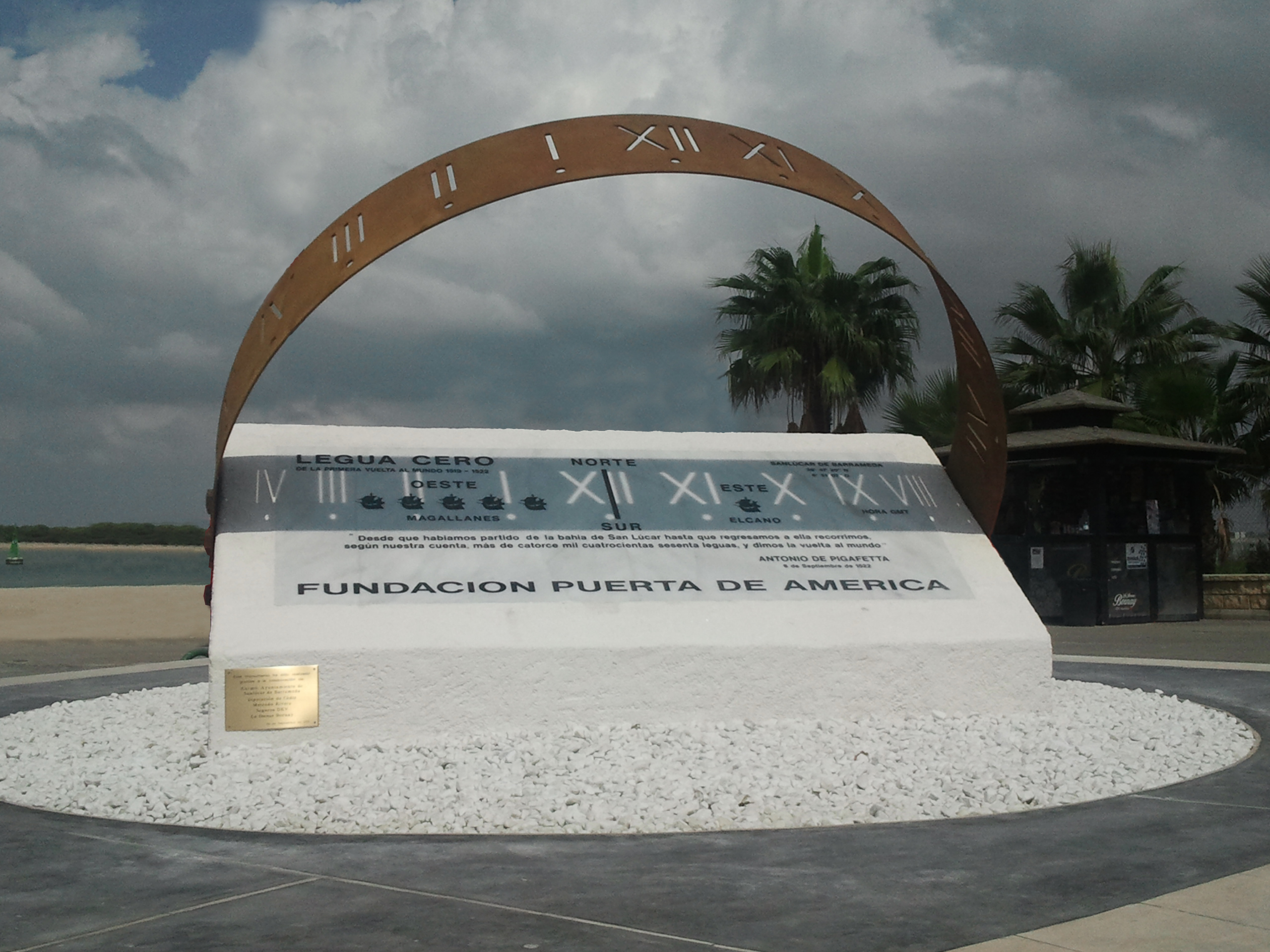
Monumento "Legua Cero" en Sanlúcar de Barrameda de 2011.
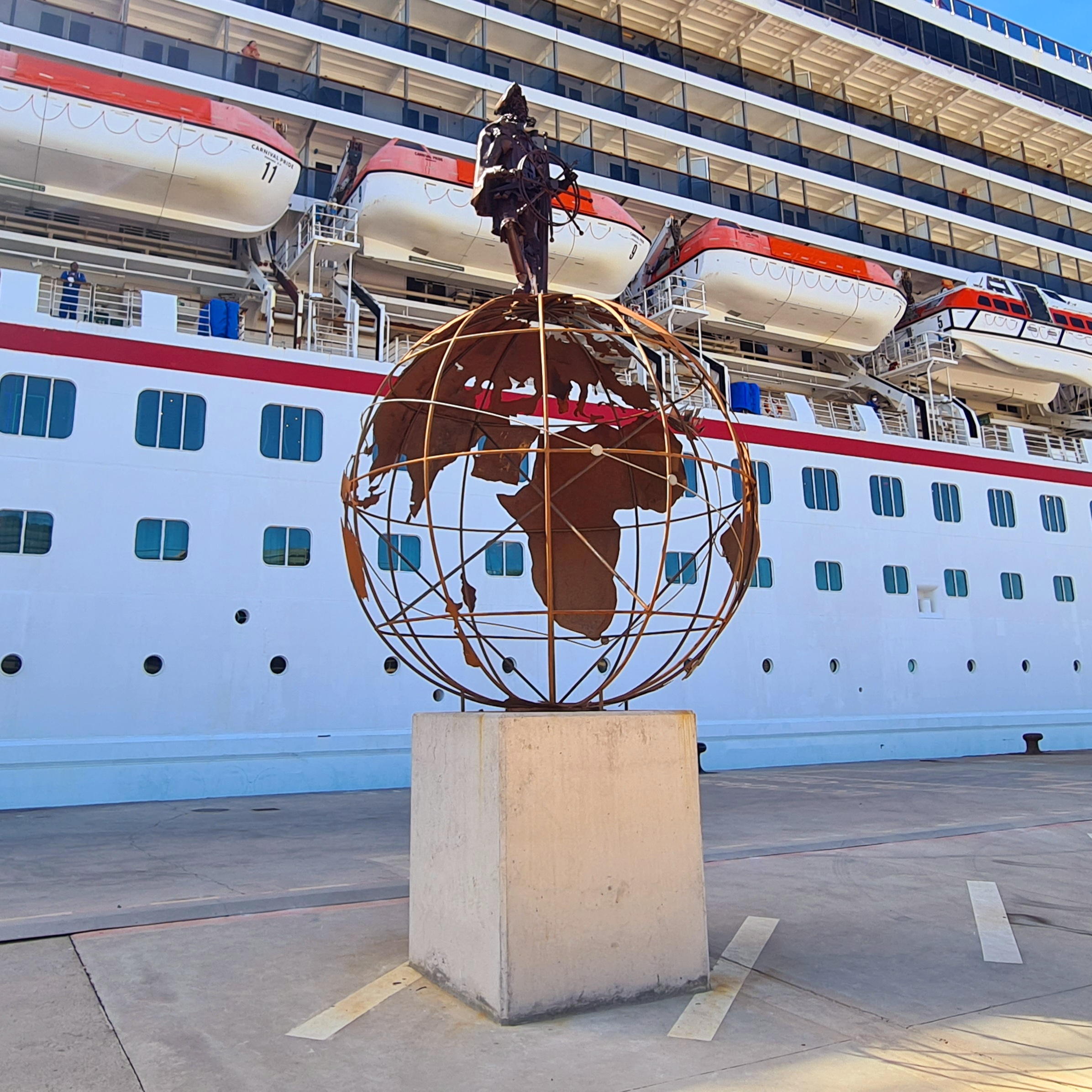
Monumento a Elcano en Cartagena de 2022.
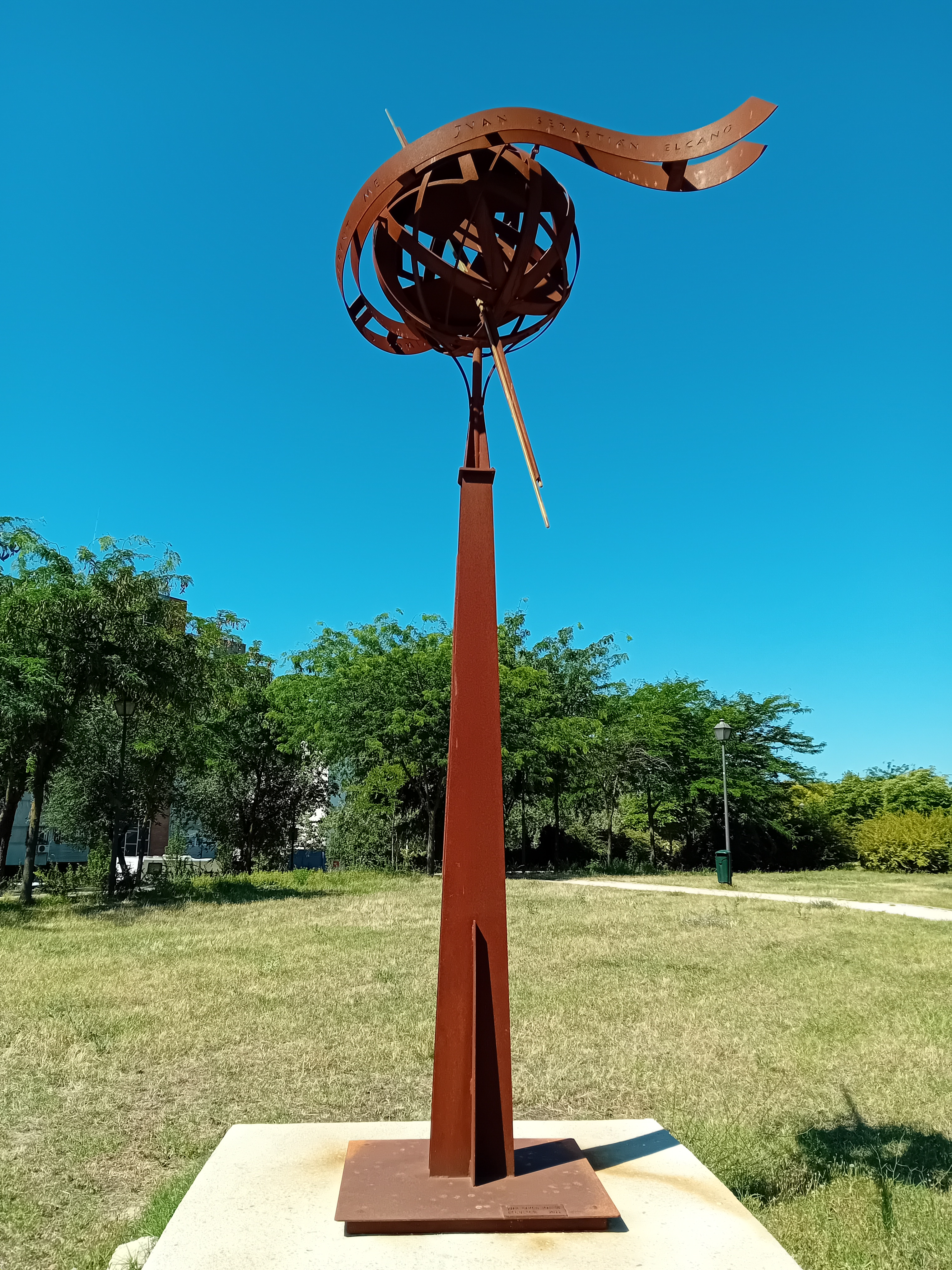
Monumento a Elcano en la calle Guetaria de Madrid de 2022.
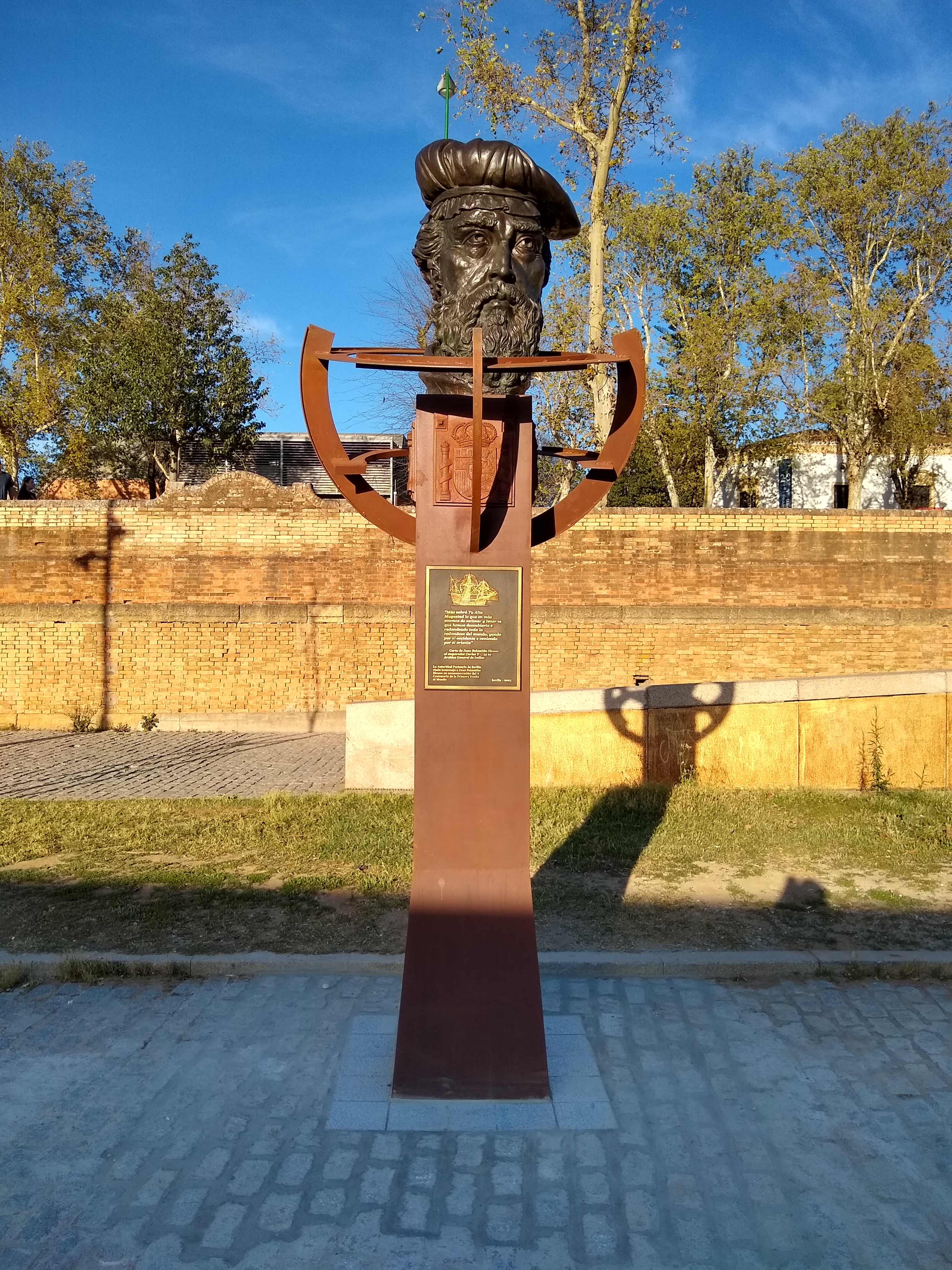
Monumento a Elcano en Sevilla de 2023.